# Castellabate
Castellabate (IPA: [kastɛllaˈbate] Castiellabbate in dialetto cilentano) è un comune italiano sparso di 8 659 abitanti della provincia di Salerno in Campania. La sede comunale è ubicata nella frazione Santa Maria.
Il comune si trova sulla costiera cilentana e il suo territorio rientra completamente nel parco nazionale del Cilento, Vallo di Diano e Alburni, dichiarato nel 1998 Patrimonio mondiale dell'umanità dall'UNESCO. I suoi ambienti marini formano l'area marina protetta Santa Maria di Castellabate.

## Geografia fisica
(Strabone. Geografia (Libro VI, 1, 1))

### Territorio

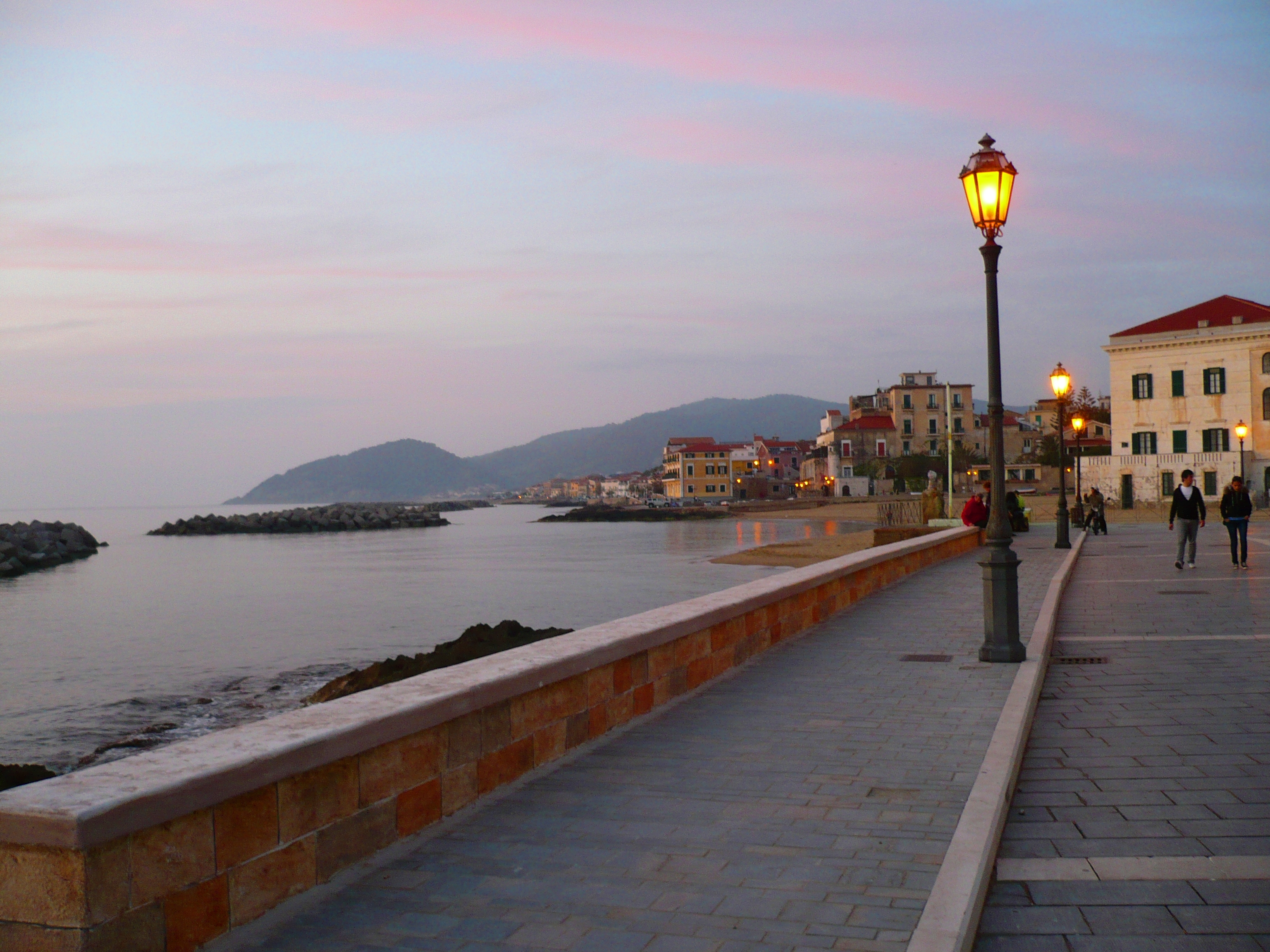
Litorale di Santa Maria

Il comune di Castellabate si estende prevalentemente sulla costa tirrenica, nell'estremo meridionale del golfo di Salerno, fra la punta del Saùco nei pressi di Tresino a nord, e il fiume Rio Arena (a Ogliastro Marina) a sud. Confina con Agropoli (a nord), Laureana Cilento (a nord-est), Perdifumo (a est) e Montecorice (a sud).

Il territorio comunale è compreso interamente nel parco nazionale del Cilento, Vallo di Diano e Alburni e i suoi maggiori rilievi sono il monte Tresino (355 m s.l.m.) e il monte Licosa (326 m s.l.m.). Il capoluogo domina un promontorio (278 m s.l.m.), un'estrema propaggine del monte Stella a ridosso della fascia costiera tra punta Licosa e punta Pagliarolo e delle frazioni di Santa Maria e San Marco. L'unico fiume permanente è il Rio Arena, gli altri corsi d'acqua sono legati principalmente alle precipitazioni piovose. 

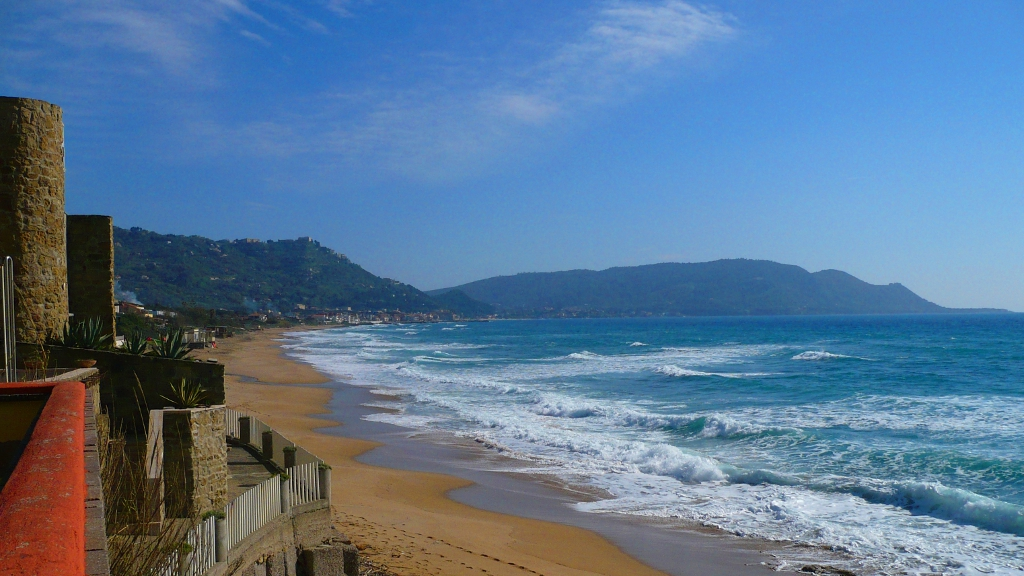
Golfo di Castellabate

Il mare e la costa di Castellabate sono dal 1972 sotto tutela biologica marina per preservarne il patrimonio naturale e ambientale, rappresentando uno dei primi esempi di parco marino in Italia. Nel 2009 è stata istituita l'area marina protetta Santa Maria di Castellabate, che abbraccia la zona tra la baia del Saùco (o del Vallone) e la punta di Ogliastro. L'area è suddivisa in zone sottoposte a diverso regime di tutela ambientale, tenuto conto delle caratteristiche ambientali e della situazione socioeconomica presente. La zona A di riserva integrale vieta anche la balneazione e riguarda la costa tra punta Tresino e vallone Maroccia. La zona B (tratto di mare circostante la zona A e quello tra punta Torricella e punta Ogliastro) di riserva generale consente la balneazione e la navigazione a velocità non oltre i cinque nodi entro 300 metri dalla costa. La zona C di riserva parziale con limitazioni circoscritte comprende il residuo tratto di mare all'interno dell'area marina protetta.

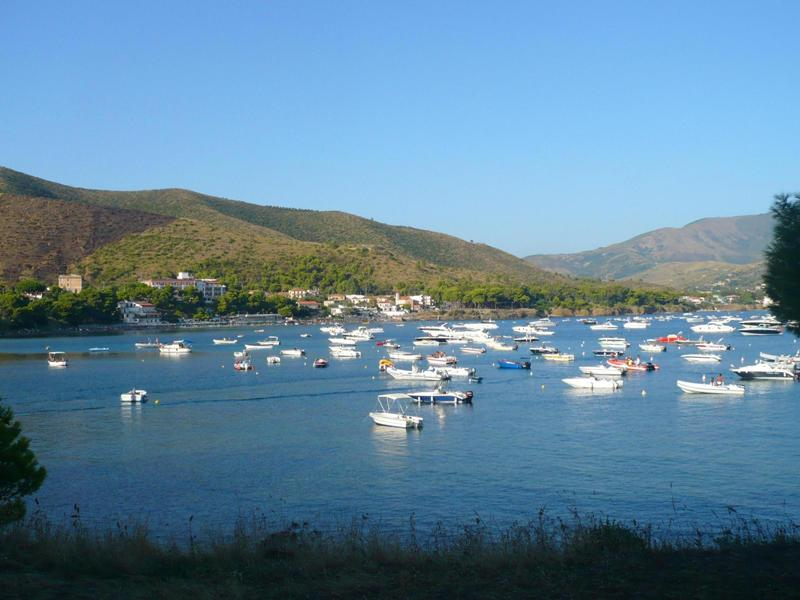
Baia Ogliastro Marina

Alcuni dei suoi ambienti naturali, sia marini che collinari, sono inseriti nella Rete Natura 2000, un sistema di aree protette secondo le direttive europee Habitat (92/43/CE) e Uccelli (74/409/CE), che mirano alla tutela di habitat naturali dove le specie animali e vegetali sono minacciate a livello comunitario. Le zone di protezione speciale che rientrano nel comune sono il parco marino di Santa Maria di Castellabate (5019 ha) e la costa tra punta Tresino e le Ripe Rosse (2841 ha, dove queste ultime rientrano nel comune di Montecorice), mentre i siti di importanza comunitaria sono l'isola di Licosa (5 ha), monte Licosa e dintorni (1096 ha) e monte Tresino e dintorni (1339 ha).

### Flora e fauna
Il territorio presenta alcune specie animali e vegetali non comuni e perciò soggette a particolari forme di tutela e conservazione. Nei fondali marini si incontrano il coralligeno e praterie estese di posidonia oceanica, al cui interno vivono numerose specie di pesci e crostacei, alcune rare come quella il pesce pappagallo mediterraneo (Sparisoma cretense) e la siriella (Syriella castellabatensis, un crostaceo scoperto nel 1975 nel mare di Licosa e studiato dalla stazione zoologica Anton Dohrn), ma anche ricci di mare, madrepore, gorgonie, briozoi e spugne. Il trottoir a vermeti di Licosa, una bioconcrezione formate da vermetidi (Dendropoma cristatum), è una tipica biocostruzione superficiale del Mediterraneo, simile alle barriere coralline tropicali. Vi è anche la presenza di colonie di nacchere (Pinna nobilis), un mollusco bivalve protetto, inserito nella lista rossa della direttiva europea Habitat. Nel 2006 nella baia Arena di Ogliastro Marina si è assistito a un evento inconsueto per queste zone: la deposizione di uova della tartaruga marina Caretta caretta.

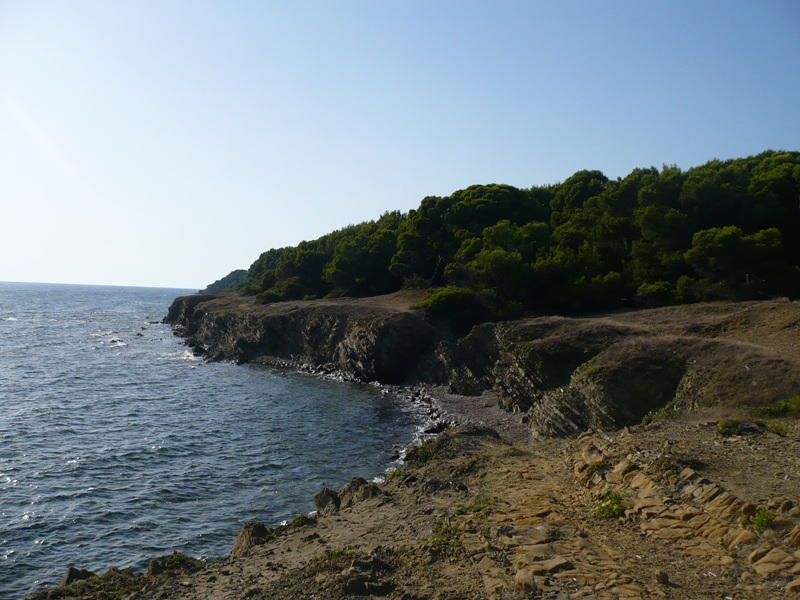
Pineta di Licosa

Nell'ambiente terrestre, in particolar modo sull'isola di Licosa, vive una specie di lucertola endemica (Podarcis sicula klemmeri), che presenta una particolare livrea verde e azzurra. Sempre nei pressi di Licosa, grazie all'ambiente poco antropizzato, la costa rocciosa e al mare pescoso, nidifica abitualmente in primavera inoltrata il gabbiano corso, che la IUCN ha inserito tra le specie a rischio di estinzione. Nella zona di Tresino si trovano specie come il falco pescatore e il cervone. La formazione vegetale arbustiva di Castellabate è contraddistinta dalla macchia mediterranea con carrubi, mirti, ginepri, corbezzoli, pini d'Aleppo e dagli alberi simbolo del Cilento: l'ulivo, la vite e il fico. Si segnala poi nei pressi della pineta di Licosa la presenza della quercia vallonea (Quercus macrolepis), una specie che corre il rischio dell'estinzione. Si possono trovare poi alcune varietà di piante come il vilucchio striato (Convolvulus lineatus), la violacciocca selvatica (Matthiola tricuspidata) che si riteneva ormai scomparsa dalla zona cilentana e rari endemismi come la ginestra del Cilento (Genista cilentina). Una particolare menzione meritano il limonio salernitano (Limonium remotispiculum) e il giglio bianco (Pancratium maritimum), un fiore selvatico (simbolo nell'iconografia di san Costabile di purezza e mitezza) che cresce spontaneamente sui litorali sabbiosi (soprattutto a Lago), inserito dal Ministero dell'ambiente tra le specie vegetali protette.

### Geologia

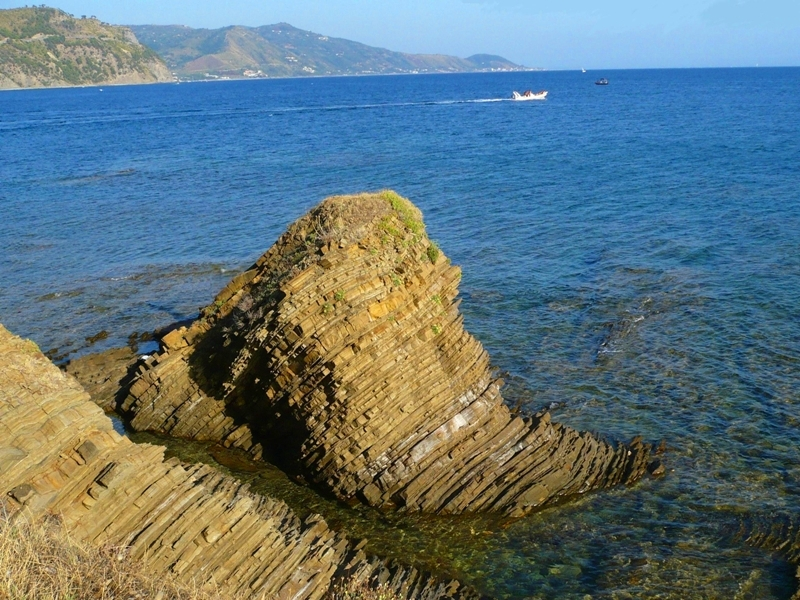
Affioramento degli strati inclinati del Flysch del Cilento a Licosa

Il territorio di Castellabate, soprattutto nella zona costiera di Licosa e Ogliastro Marina, è caratterizzato dalla presenza del "flysch del Cilento", una roccia sedimentaria composta da diverse stratificazioni (costituite tipicamente da alternanze cicliche di arenaria, di argilla o marna, di calcare). Si è formata a seguito dell'erosione delle montagne in formazione, che sono emerse dal mare, e i cui detriti quindi si sedimentarono nelle adiacenze dei bacini marini. Tali rocce, immerse nella macchia mediterranea, degradano lentamente nel mare estendendosi anche per oltre cinque miglia. Nei fondali questa conformazione rocciosa, formata da numerose cavità e spaccature, viene utilizzata come rifugio da diversi organismi animali e vegetali. Tra San Marco e punta Licosa è ben visibile l'affioramento degli strati del flysh, che si presentano deformati e inclinati rispetto all'originario assetto orizzontale e l'azione del moto ondoso, erodendo maggiormente i livelli più teneri, ne esalta la stratificazione.

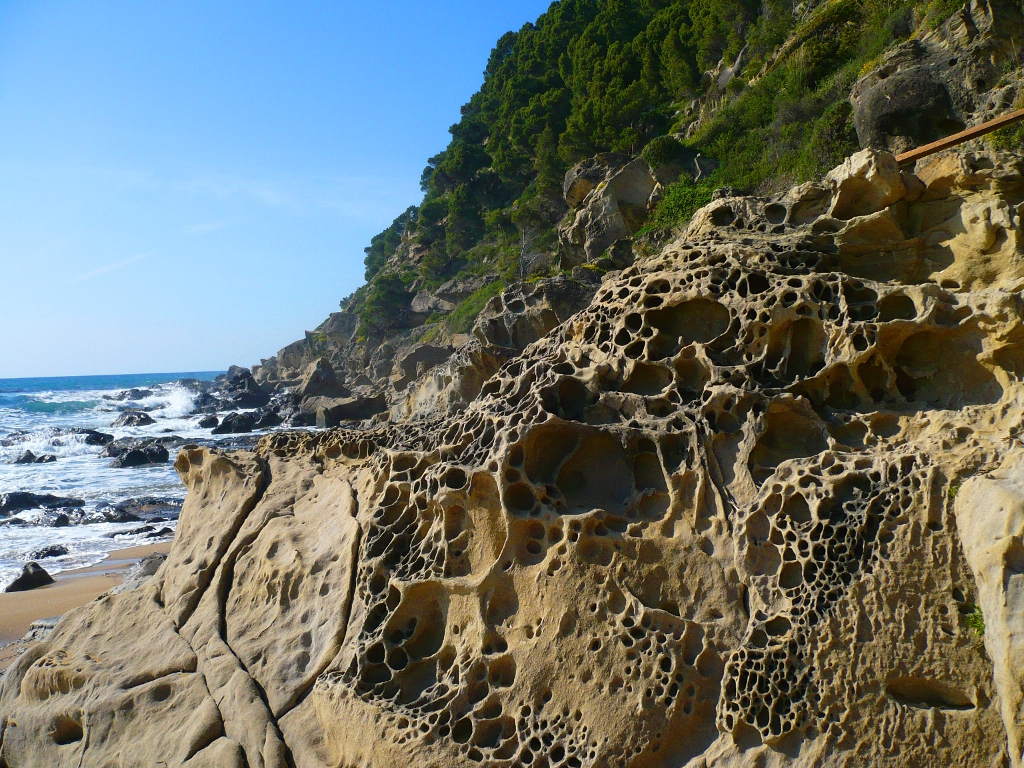
Aloclastismo a Tresino

Altri tratti di costa sono interessati da fenomeni erosivi, dovuti principalmente a fattori climatici, che hanno dato vita a spiagge fossili (come quella di San Marco) o a azioni disaggregative delle rocce, come nel caso della costa che va da punta Pagliarolo a punta Tresino. In questo tratto la costa risulta essere particolarmente accidentata, formata da grandi blocchi e segnata numerose fratture chiamate diaclasi.
Il fenomeno erosivo è testimoniato anche dalle caratteristiche rocce che si sono formate e levigate nel tempo: come lo scoglio "della Tartaruga" e quello "della Principessa saracena", che richiama nella forma il viso di una donna intenta ad ammirare il mare. Tale scoglio, secondo una leggenda del posto, è la principessa saracena Ermigarda, la quale si gettò nel mare per unirsi al suo amato pescatore Octavio inghiottito dalle onde. Nettuno per pietà li trasformò in scogli.
Un altro fenomeno che va a modellare la forma delle rocce arenarie della costa è quello dell'aloclastismo, dovuto alla cristallizzazione del sale marino, il quale con la sua azione espansiva disgrega la roccia creando una serie di sculture alveolari molto particolari.
- Classificazione sismica: Zona 3 (sismicità bassa)

### Clima

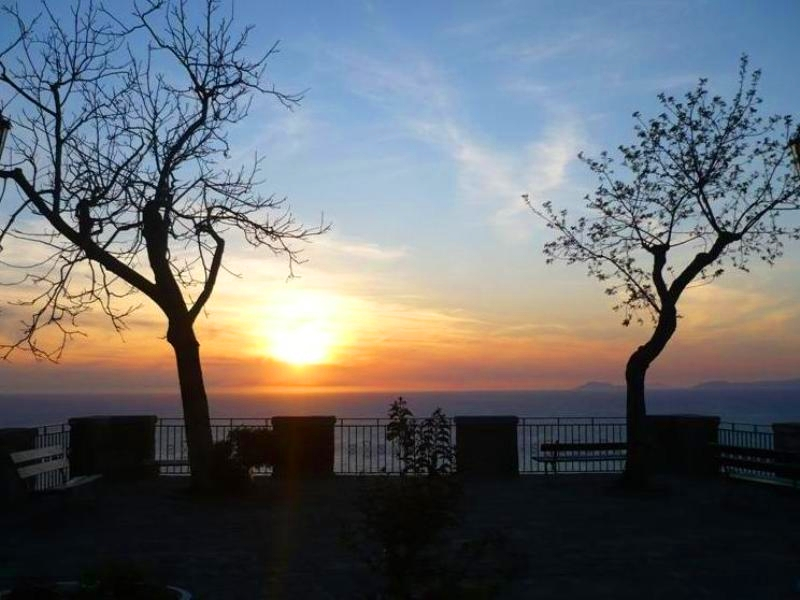
Tramonto dal Belvedere San Costabile

La zona, data la sua posizione geografica sulla costa tirrenica, è contraddistinta da un clima mediterraneo, con estati calde, inverni miti e tante giornate di sole. Le temperature medie del mese più freddo, gennaio, vanno da una minima di 4 °C a una massima di 12 °C, mentre in luglio e agosto si passa dai 18 °C ai 29 °C. Il clima temperato è favorito anche dalla protezione dell'Appennino lucano che ripara la zona dai venti freddi in inverno. Le precipitazioni, molto scarse nei mesi estivi, toccano il picco massimo in dicembre, quando piove in media un giorno ogni due. Nel 1811 dal Belvedere di San Costabile: «Qui non si muore!», pronunciò il re Gioacchino Murat riferendosi alla salubrità del clima di Castellabate.
La stazione meteorologica più vicina è quella di Casal Velino. In base alla media trentennale di riferimento 1961-1990, la temperatura media del mese più freddo, gennaio, si attesta a +8,7 °C; quella del mese più caldo, agosto, è di +25,7 °C.
| CASAL VELINO       | Mesi | Mesi | Mesi | Mesi | Mesi | Mesi | Mesi | Mesi | Mesi | Mesi | Mesi | Mesi | Stagioni | Stagioni | Stagioni | Stagioni | Anno |
| CASAL VELINO       | Gen  | Feb  | Mar  | Apr  | Mag  | Giu  | Lug  | Ago  | Set  | Ott  | Nov  | Dic  | Inv      | Pri      | Est      | Aut      | Anno |
| ------------------ | ---- | ---- | ---- | ---- | ---- | ---- | ---- | ---- | ---- | ---- | ---- | ---- | -------- | -------- | -------- | -------- | ---- |
| T. max. media (°C) | 11,9 | 12,6 | 15,3 | 18,6 | 22,9 | 27,0 | 30,2 | 30,7 | 27,0 | 22,3 | 16,8 | 13,7 | 12,7     | 18,9     | 29,3     | 22,0     | 20,8 |
| T. min. media (°C) | 5,6  | 5,9  | 7,8  | 10,5 | 13,9 | 17,6 | 20,2 | 20,6 | 17,6 | 14,2 | 10,3 | 7,5  | 6,3      | 10,7     | 19,5     | 14,0     | 12,6 |

- Classificazione climatica: zona C, 1088 GG

## Origini del nome
Il toponimo comunale deriva dal castello di Sant'Angelo, costruito dall'abate Costabile Gentilcore sull'omonimo colle. Dopo la sua morte, la fortezza fu intitolata dalla popolazione locale al suo ideatore, dando origine al nome del borgo secondo questa linea etimologica: Castrum abbatis > "Castello de lo abbate" > "Castello dell'abbate" > "Castellabate".

## Storia

### Periodo pre 1123

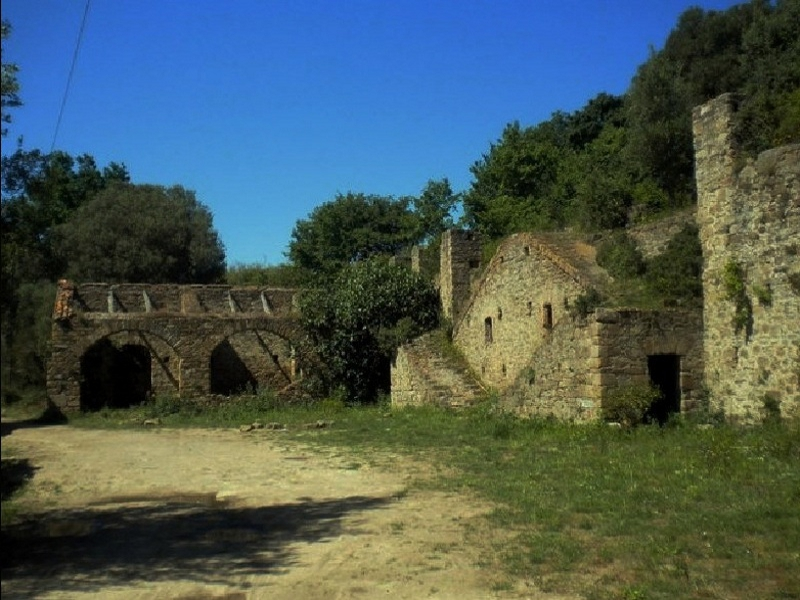
Villaggio San Giovanni

Castellabate è una zona abitata fin dall'epoca preistorica (paleolitico superiore), come testimoniano i reperti in pietra rinvenuti ad Alano, San Marco e in località Sant'Antonio (nei pressi di Licosa). Tracce di vita nel periodo neolitico nell'area di Tresino sono attestabili dalle selci e un'ansa attribuibile alla cultura di Diana rinvenute.
Nel corso dei secoli sul territorio si insediarono poi diverse popolazioni come gli Enotri, che occuparono la fascia costiera cilentana nell'VIII secolo a.C. prima della colonizzazione greca. I greci trezeni, scacciati da Sibari, nel V secolo a.C. fondarono sul monte Tresino la città Trezene d'Italia. Altre testimonianze di una civiltà greca, come dimostrano i ritrovamenti in loco, si hanno sul promontorio di Licosa e dintorni, sede della città di Leucosia o Leukothèa. Da questa potrebbe derivare il nome della popolazione italica che nel IV secolo a.C. abitò la costa tra Poseidonia e Elea: i Leucanoi poi Lucani. I patrizi Romani, dopo la conquista della zona denominata integralmente da loro Lucania, costruirono numerose ville (di cui permangono i ruderi) nella regione della fascia costiera che va da Licosa a Tresino, che comprendeva il porto greco-romano della città di Erculia (San Marco).
Dopo la caduta dell'Impero romano d'Occidente iniziò il lungo periodo delle dominazioni barbariche, caratterizzato da una certa instabilità fino all'avvento dei Goti di Teodorico e più tardi dei Bizantini. Nell'846 Licosa fu considerata una roccaforte di pirati Saraceni, che furono sconfitti proprio nella decisiva battaglia di Licosa da una coalizione di poteri locali che comprendeva tutti i soggetti danneggiati dalle incursioni musulmane: il Ducato di Napoli, il Ducato di Amalfi, il Ducato di Gaeta e il Ducato di Sorrento.

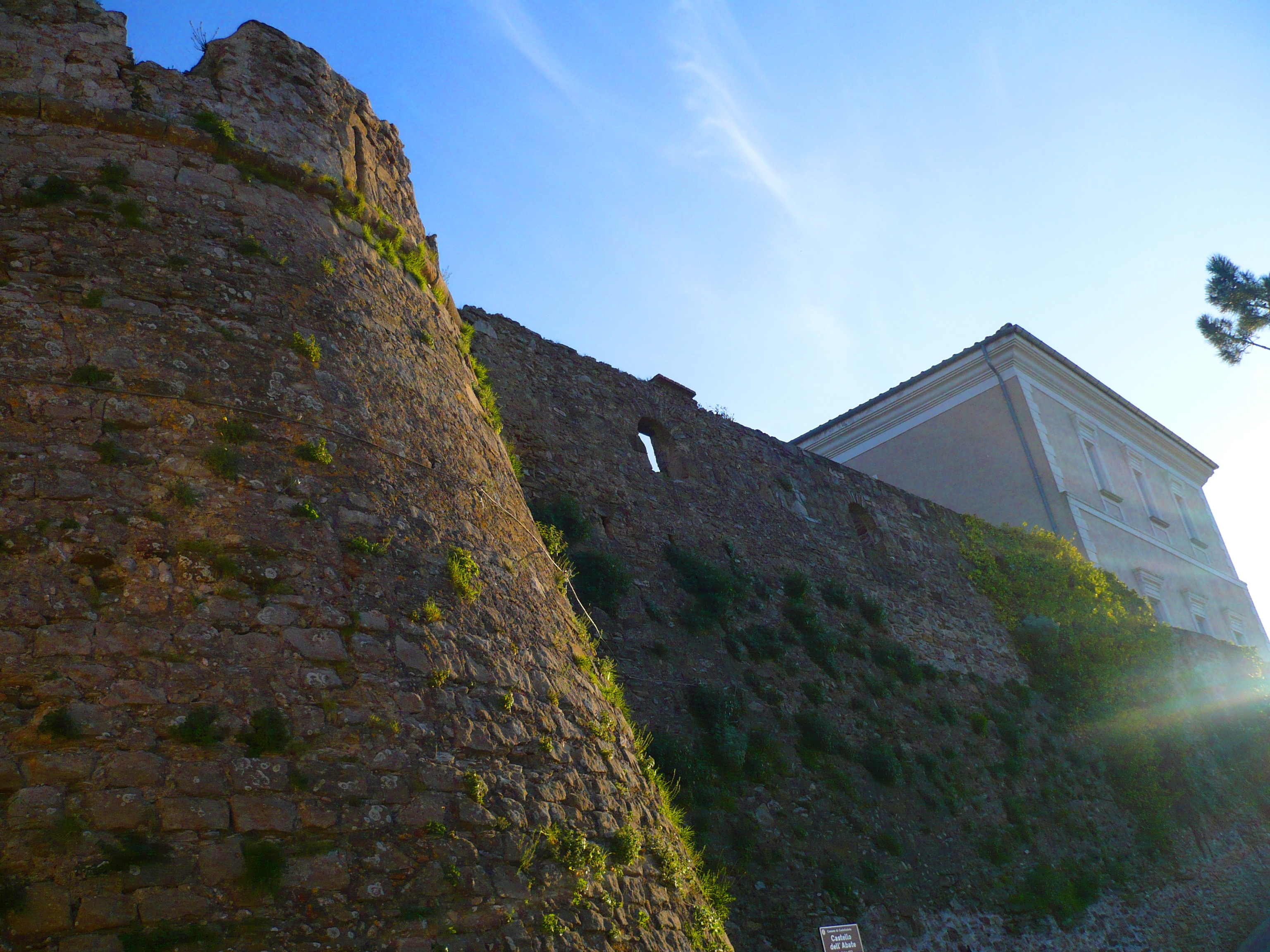
Castello dell'abate

Le prime notizie ufficiali sul territorio risalgono al 977, quando il vescovo di Paestum Pandone vendette alcuni possedimenti terrieri che facevano capo alle chiese di Santa Maria de Gulia, Santa Maria Litus Maris e San Giovanni di Tresino a marinai di Atrani. In queste terre ci fu anche la presenza dei monaci basiliani profughi dell'oriente, la cappella di Santa Sofia ne è una testimonianza. I Longobardi e i Normanni sono tra le popolazioni che hanno lasciato nella zona un forte segno tangibile della loro presenza. I Longobardi inizialmente depredarono queste terre, ma dopo la loro conversione al cristianesimo operata dai benedettini ne divennero i benefattori attraverso l'imposizione feudale. Essi, data la loro profonda devozione per san Michele Arcangelo, denominarono colle Sant'Angelo l'altura su cui sarebbe sorta Castellabate. Nel 1028 il principe Guaimario III di Salerno scacciò i Saraceni definitivamente. Nel 1072 fu il principe longobardo Gisulfo II di Salerno a donare le terre di Castellabate all'abate della badia di Cava Leone I. Il lavoro svolto dai benedettini fu talmente meritorio durante la dominazione normanna, soprattutto per le bonifiche operate, che Guglielmo II di Puglia nel settembre del 1123 gli concesse il privilegio di costruire una fortezza per difendere le popolazioni locali dagli attacchi dei pirati saraceni, i quali compivano frequenti scorrerie nella zona.

### Periodo post 1123

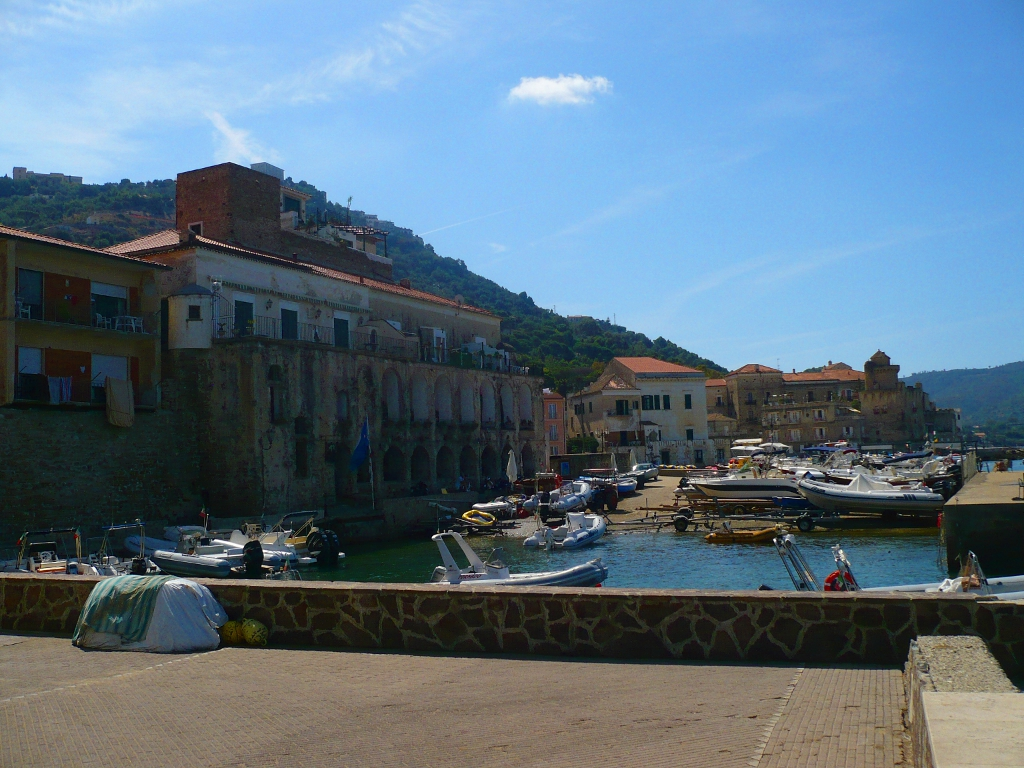
Porto Travierso

La storia di questo territorio è legata indissolubilmente alla figura di san Costabile Gentilcore, quarto abate della Badia di Cava. Nel medesimo anno in cui fu elevato alla dignità di abate egli avviò i lavori di costruzione del castello di Sant'Angelo (10 ottobre 1123). L'abbaziato di Costabile fu breve: questi difatti si spense il 17 febbraio 1124. Il suo successore, l'abate Simeone, completò la costruzione del maniero e si prodigò in favore della popolazione locale. Nel 1124 egli comprò dal conte di Acerno il porto "Travierso" e lo fece ampliare, sviluppando così il commercio. Nel 1138 concesse ai sudditi del potere feudale dell'abbazia un diploma di diversi privilegi: ridusse a metà gli aggravi, donò ad essi le case che abitavano e le terre chiedendo in cambio la loro bonifica e coltivazione. Dal 1194 al 1266 il feudo fu sotto il dominio svevo, per passare poi sotto quello angioino. Il castello si rivelò un valido presidio e Castellabate, grazie anche ai benefici derivati dalla sua posizione naturale, divenne col tempo la più importante baronia del Cilento. Nel 1276 il feudo ecclesiastico comprendeva i casali di Perdifumo, San Mango, San Mauro, Acquavella, Casalicchio, Serramezzana, San Giorgio, Tresino, San Matteo ad duo fulmina, Torricelle, Ortodonico (oggi frazione di Montecorice), San Zaccaria e Santa Barbara di Ceraso, e i principali approdi cilentani: Stajno, Travierso, Santa Maria de Gulia, Pozzillo, Oliarola, San Primo di Cannicchio e San Matteo. Durante la guerra angioina-aragonese il castello subì gravi danni e venne conquistato nel 1286 dagli Almugaveri agli ordini di Giacomo I di Sicilia, che lo tennero fino al 1299 quando fu ripreso dagli Angioini di re Carlo II d'Angiò. Nel 1302 questi lo laicizzò, nominando Giacomo di Sant'Amando capitano del castello e concedendo agli abati cavensi, ritenuti responsabili di scarsa vigilanza, esclusivamente di dimorare. Castellabate quindi ospitò un presidio della corona, in cui si succedettero i capitani Riccardo di Eboli, Goffredo di Castro, Tommaso III Sanseverino e Ruggiero II Sanseverino, fino al 1349, quando fu restituito completamente alla Badia di Cava dalla regina Giovanna I di Napoli. Nel 1357 il castello fu conquistato con la violenza, sequestrando anche l'abate Maynerio, da Nicola Vulture di Rocca Cilento, ai cui discendenti venne poi sequestrato il feudo perché partigiani di Luigi I d'Angiò.

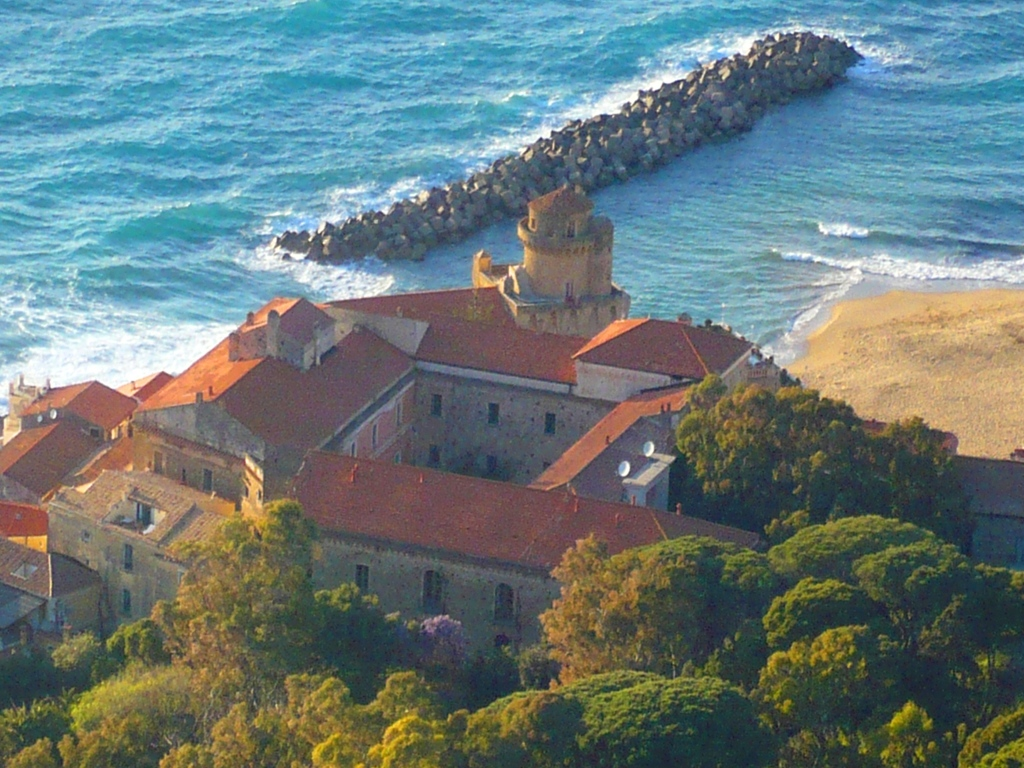
Palazzo Belmonte, residenza Granito

Altre notizie sul feudo ecclesiastico si hanno nel 1412, anno in cui papa Gregorio XII per saldare alcuni debiti bellici lo vendette a re Ladislao I di Napoli. Sotto la regina Giovanna II di Napoli, il castello venne occupato dal conte di Campagna Francesco Mormile, che lo dovette cedere poi nel 1427 al principe di Salerno e barone del Cilento Antonio Colonna. Re Alfonso V d'Aragona nel 1436 lo concesse a Giovanni, conte di Marsico e barone del Cilento, appartenente alla famiglia dei Sanseverino che lo amministrarono fino alla ribellione di Ferrante Sanseverino (1552), ultimo principe di Salerno. Da allora alla guida di Castellabate si avvicendarono diversi feudatari: Marino Freccia (1553), acquistandolo all'asta dalla Regia Camera della Sommaria; Vincenzo Loffredo (1556); famiglia Filomarino, conti di Rocca d'Aspide (1557); famiglia Acquaviva, conti di Conversano (1622); famiglia Caracciolo di Torrecuso (1645), che dovette fronteggiare un evento catastrofico come la peste del 1656; consigliere regio Francesco Nicodemo (1704); reggente Giacinto Falletti (1713); marchese Paride Granito (1733). Il paese fu interessato dalla Repubblica Napoletana del 1799, in cui Luisa Granito ebbe un ruolo politico attivo. La famiglia Granito, dopo diverse successioni, possedette il feudo fino all'eversione della feudalità avvenuta nel 1806.

### Storia contemporanea

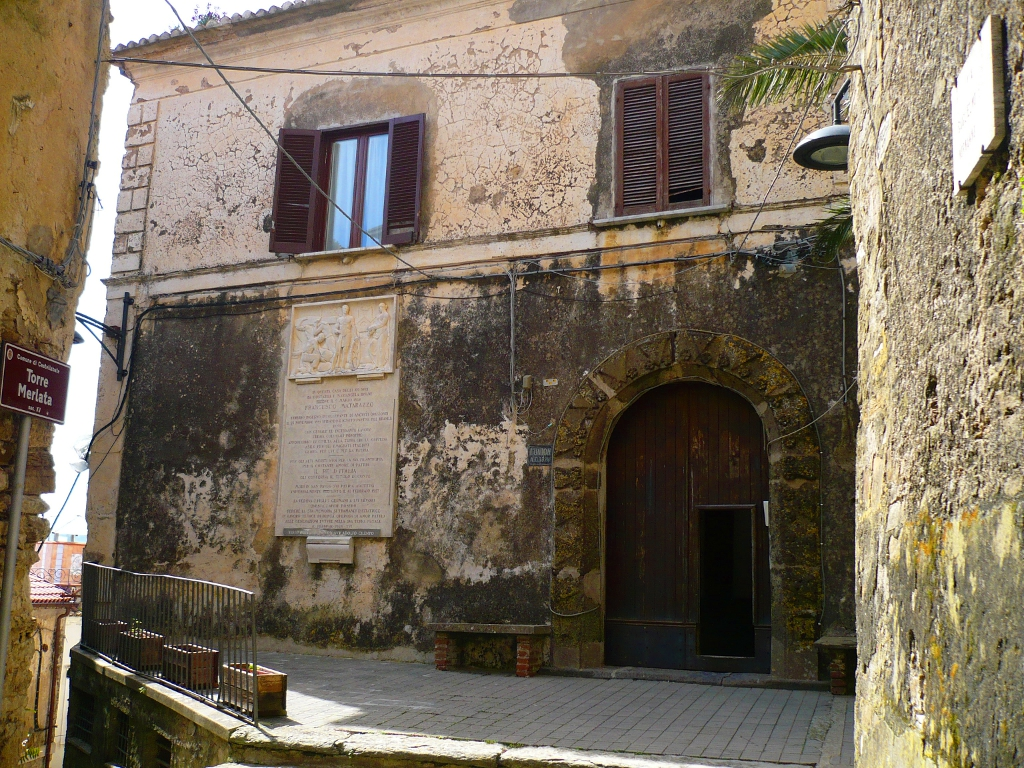
Palazzo Matarazzo e lapide commemorativa

L'8 agosto 1806 Castellabate, dopo l'abolizione della feudalità, con le contrade di Santa Maria, San Marco, Ogliastro Marina e Lago, fu elevato a capoluogo di comune e del circondario "Castel dell'abate", rientrante nel distretto di Bonati (provincia del Principato Citra) del Regno di Napoli.
Il 13 agosto 1806 Licosa fu assalita dalla flotta inglese dell'ammiraglio William Sidney Smith, che cercava di fomentare le popolazioni costiere ad un'insurrezione contro Napoleone. Il fortino licosano fu difeso dai Còrsi guidati da Matteo Buttafuoco e dalla popolazione locale, che cercarono di respingere gli Inglesi inscenando una cruenta battaglia.
Dal 1811 al 1860 fu capoluogo dell'omonimo circondario appartenente al distretto di Vallo del Regno delle Due Sicilie, nel quale rientravano anche Perdifumo (con i casali di Camella e Vatolla), Serramezzana (con i casali di Capograssi e San Teodoro) e Ortodonico (con i casali di Cosentini, Fornelli, Montecorice e Zoppi).
Il territorio fu interessato dai moti cilentani del 1828, un tentativo di insurrezione per ottenere da Francesco I il ripristino della Costituzione del 1820 nel Regno delle Due Sicilie. Nel 1836 la popolazione castellabatese fu messa a dura prova dall'epidemia di colera che imperversò anche nella zona cilentana. Il 17 gennaio 1848 Castellabate insorse contro le autorità borboniche dando vita ai moti insurrezionali del 1848, a cui parteciparono gli esponenti delle famiglie gentilizie come Pompeo e Carlo de Angelis, Costabile Matarazzo, Giovanbattista Forziati, Antonio Baglivo, Luigi Parente, Tommaso Perrotti, Andrea Guglielmini, Federico Coppola e Nicola Pepi.

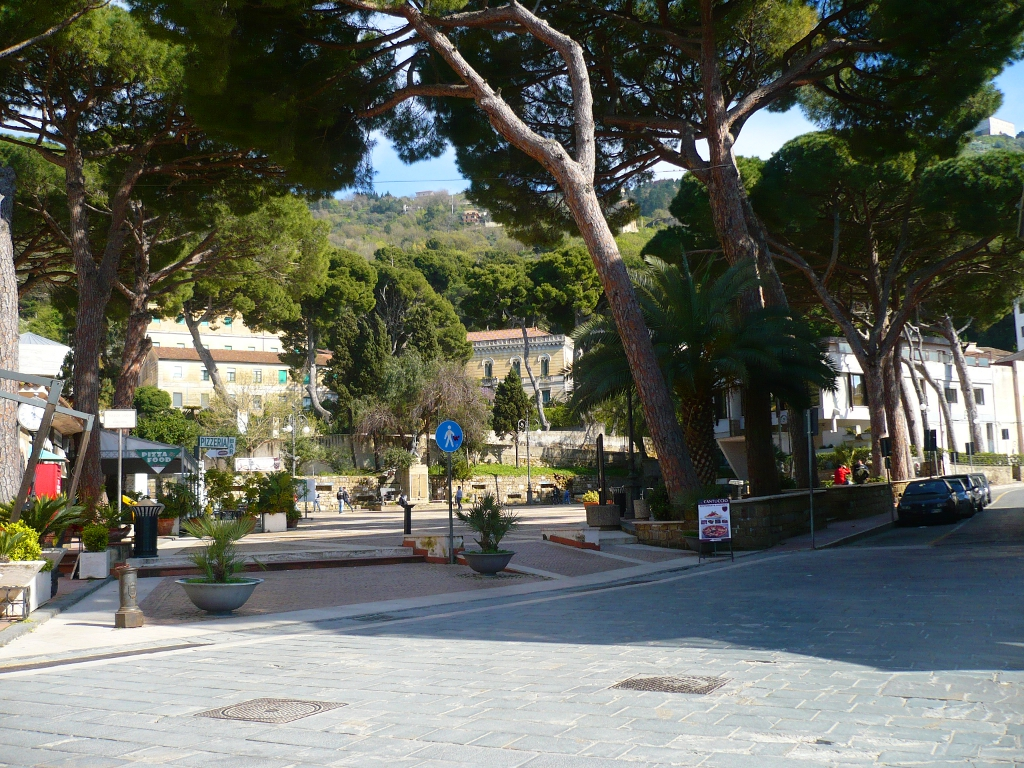
Piazza Lucia, la sede comunale a Santa Maria

Dal 1860 al 1927, durante il Regno d'Italia fu capoluogo dell'omonimo mandamento (che comprendeva anche Ortodonico, Perdifumo e Serramezzana) appartenente al circondario di Vallo della Lucania. Fu coinvolta dall'esteso fenomeno dell'emigrazione di fine XIX secolo, di cui Francesco Matarazzo ne divenne l'esempio più significativo. Matarazzo, partito dal paese natio inizialmente anch'egli in cerca di fortuna, con le proprie fabbriche contribuì in maniera significativa allo sviluppo industriale del Brasile, meta privilegiata degli emigranti di Castellabate.
Il paese passa praticamente incolume la fase della prima guerra mondiale.
Nel settembre del 1943, durante la seconda guerra mondiale, il territorio, come gran parte della costa salernitana, fu teatro del cosiddetto sbarco a Salerno: le truppe degli alleati occuparono la marina di Castellabate per diversi giorni prima di avanzare verso Roma. La torre del Semaforo di Licosa venne utilizzata come postazione militare dai tedeschi durante lo sbarco alleato.
Il periodo post bellico fu caratterizzato dal contrasto tra i cittadini di Castellabate paese (il capoluogo storico sul colle) e quelli di Santa Maria (la frazione marina più sviluppata), che contendevano ai primi la sede comunale. L'apice della discordia si ebbe il 30 luglio 1946, quando furono trasferiti la maggior parte degli uffici municipali da Castellabate a Santa Maria. Lo strappo tra le due località fu tale che negli anni sessanta venne presentata più volte la richiesta (sempre respinta) di costituire il comune autonomo di Santa Maria. Negli anni settanta il paese fu teatro di una profonda trasformazione urbana, che lo tramutò da territorio agricolo e dedito alla pesca a centro turistico balneare, con la costruzione di alberghi, camping, residence e seconde case estive.

### Simboli
Lo stemma araldico comunale è uno scudo in cui vi è raffigurato l'abate Costabile Gentilcore, patrono e fondatore di Castellabate, con dietro il castello (denominato "Castello dell'abate") da lui stesso progettato per difendere il paese. Completano lo stemma la scritta dorata "San Costabile" e l'anno di fondazione del castello (1123). Il gonfalone comunale è un drappo azzurro con ornamenti dorati ai bordi che reca al centro lo stemma araldico comunale e la scritta dorata "Comune di Castellabate". Il 17 marzo 2011 sono state apposte sul gonfalone comunale la medaglia di bronzo al merito civile conferita dal Ministero dell'interno il 16 aprile 2009 e la medaglia di bronzo della Croce Rossa Italiana conferita il 18 dicembre 2007.

## Monumenti e luoghi d'interesse

### Architetture religiose
- Basilica pontificia di Santa Maria de Gulia: costruita in stile romanico nella prima metà del XII secolo a Castellabate.
- Santuario di Santa Maria a Mare: costruita nel 1826 a Santa Maria su una cappella preesistente del XII secolo.
- Chiesa di San Marco Evangelista: costruita nel 1911 in piazza Giuseppe Comunale a San Marco.
- Chiesa di Santa Maria delle Grazie: costruita a piazza Giovanni Paolo II (Ogliastro Marina) nel 1896 ampliando la precedente cappella omonima del XVII secolo. La chiesa è dedicata a santa Maria delle Grazie in virtù dei numerosi interventi miracolosi a favore dei naviganti della zona[32]. Nel 2011 la facciata è stata rivestita in pietra ed è stata posta la scritta Ave Stella Maris.
- Chiesa di Sant'Antonio da Padova: eretta ad una navata nel 1925 a Lago[33].
- Chiesa della Santissima Immacolata: costruita in stile moderno, con un campanile di quattro piani e numerose vetrate, a piazza Madre Teresa di Calcutta (Lago).
- Chiesa di Santa Rosa da Lima: collocata nell'omonima piazza ad Alano, sul suo campanile con base quadrata è posta la statua della Madonna di Lourdes.
- Chiesa dell'Annunziata: edificata nella località omonima dell'Annunziata.
- Chiesa di San Giovanni: costruita da Ligorio di Atrani nel 957 a Tresino. L'edificio cristiano annesso ai resti del monastero, nella sua ultima veste settecentesca, è stato sconsacrato e versa in uno stato di degrado. Alla chiesa è legata la leggenda della campana di san Giovanni, la quale venne trafugata dai Saraceni e gettata in mare nella “fossa di San Giovanni” per evitare che la loro nave affondasse in una mareggiata. Si crede che alla mezzanotte di ogni san Giovanni a Tresino sia possibile percepire ancora il suono della campana[34].
- Cappella di Santa Maria del Soccorso: edificata per offrire ricovero ai naufraghi sul molo di punta Licosa al fianco di palazzo Granito.
- Cappella della Pietà (XVI secolo): di proprietà delle famiglie Criale, Amoresano e Forziati. Il nome deriva da un gruppo scultoreo di scuola michelangiolesca raffigurante la Pietà.
- Cappella di San Pasquale (XVIII secolo): incorporata a palazzo Perrotti.
- Cappella di San Biagio (XVII secolo): costruita da Luzio Matarazzo nel 1628 per dare sepoltura al figlio morto prematuramente e ai membri di famiglia fino al 1930.
- Cappella di San Leonardo (XVII secolo): della famiglia Antico.
- Cappella di San Giovanni (XVIII secolo): appartiene alla famiglia Forziati.
- Cappella del Santo Rosario (XVI secolo): della omonima confraternita. Precedentemente dedicata a san Bernardino è collocata sul sagrato della basilica Santa Maria de Gulia.
- Cappella di Santa Maria della Scala (XVII secolo): patronato della famiglia Perrotti.
- Cappella di San Cosimo (XVI secolo): apparteneva alla famiglia Tata e veniva utilizzata come ricovero per gli appestati del 1656 e del colera del 1836.
- Cappella di Santa Maria della Pace (XVII secolo): della famiglia Perrotti.
- Cappella di Santa Maria del Piano (XVI secolo): era un convento domenicano di proprietà della famiglia Perrotti[1].
- Cappella di Santa Sofia (XIX secolo): di proprietà della famiglia Pepe. È ubicata nel centro storico di Santa Maria.
- Cappella di San Marco (XVI secolo): restaurata nel 2012, di proprietà della famiglia De Angelis, si colloca nei pressi del porto di San Marco[35].

### Architetture civili
- Palazzo Belmonte: è una struttura nobiliare con un parco di cinque acri dei principi Granito Pignatelli di Belmonte, costruito a Santa Maria nel 1733 accorpando edifici preesistenti. Era nato come casino di caccia secondo lo stile degli architetti spagnoli al servizio dei Borbone di Napoli[36].
- Palazzo De Angelis: è un edificio nobiliare del XVIII secolo sito a San Marco. Sul portone dell'ingresso, realizzato in pietra viva cilentana, è posta un'epigrafe di fine Ottocento che recita letteralmente: "Inveni portum. Spes et fortuna valete. Sat me lusistis. Ludite nunc alios" (Trovai il porto, addio speranza, addio fortuna, abbastanza mi avete ingannato, ora ingannate altri). Pare che in origine tale epigramma di autore ignoto fosse un epitaffio greco di una tomba. La zona circostante, infatti, ospita una necropoli[37].
- Palazzo Granito: è un casino di caccia costruito nella prima metà del Settecento da Parise Granito, che, con la cappella di Santa Maria del Soccorso, si affaccia sul molo di punta Licosa. Rappresentava uno dei soggiorni del re Carlo di Borbone, appassionato di caccia e di pesca ed amico della famiglia[38].
- Palazzo Perrotti: è la residenza dei baroni Perrotti situata nell'omonimo lungomare di Santa Maria[1].
- Porto Travierso: detto anche "porto delle Gatte" (trasmutazione da "porticati"), è un approdo situato a Santa Maria che comprende una costruzione ad archi voluta dall'abate Simeone e risalente al XII secolo. Questa struttura ha avuto un peso determinante nella crescita economica e militare di Castellabate. All'interno degli archi vi erano alcuni magazzini, utili per conservare le merci cilentane (cereali, vino e olio d'oliva) che venivano scambiate specialmente con Cava de' Tirreni e Napoli. Il suo specchio d'acqua accoglie piccole imbarcazioni da diporto nel periodo estivo e i gozzi per la pesca[39].
- Torretta: collocata nell'omonima località a San Marco, è una masseria fortificata seicentesca di proprietà della famiglia Granito. Veniva utilizzata per la produzione di svariati prodotti agricoli, come testimoniano gli annessi depositi, utilizzati per conservare le derrate alimentari. La torre inglobata nella struttura aveva una funzione di avvistamento e di difesa da eventuali assalitori. Alla "Torretta" sono legate le leggende riguardanti lo ius primae noctis, esercitato dal marchese nei confronti delle spose dei propri sudditi[40].
- Villa Matarazzo: era l'ottocentesca tenuta estiva del conte emigrato in Brasile Francesco Matarazzo, che con il suo parco si estende tra corso Matarazzo e il lungomare di Santa Maria. Nei mesi estivi si trasforma in un salotto della cultura ospitando diversi convegni, mostre e spettacoli[41].
- Villaggio di San Giovanni: è un antico villaggio fondato a Tresino intorno all'anno 1000, disabitato dal XVIII secolo a causa dello sviluppo dei centri vicini (Castellabate e Agropoli) e dell'abbandono progressivo delle campagne. Il villaggio è frequentato solo da gruppi di curiosi, turisti e allevatori. L'insediamento urbano si è sviluppato attorno alla chiesa di San Giovanni Battista, favorito dalla presenza di fonti d'acqua, dal clima, e dalle caratteristiche del territorio, ottimale per praticare l'allevamento e l'agricoltura. In tale contesto, formato da diverse abitazioni, fienili, stalle e da un edificio scolastico annesso alla chiesa, nacque Costabile Gentilcore, fondatore di Castellabate[34].

### Architetture militari

#### Il borgo medievale

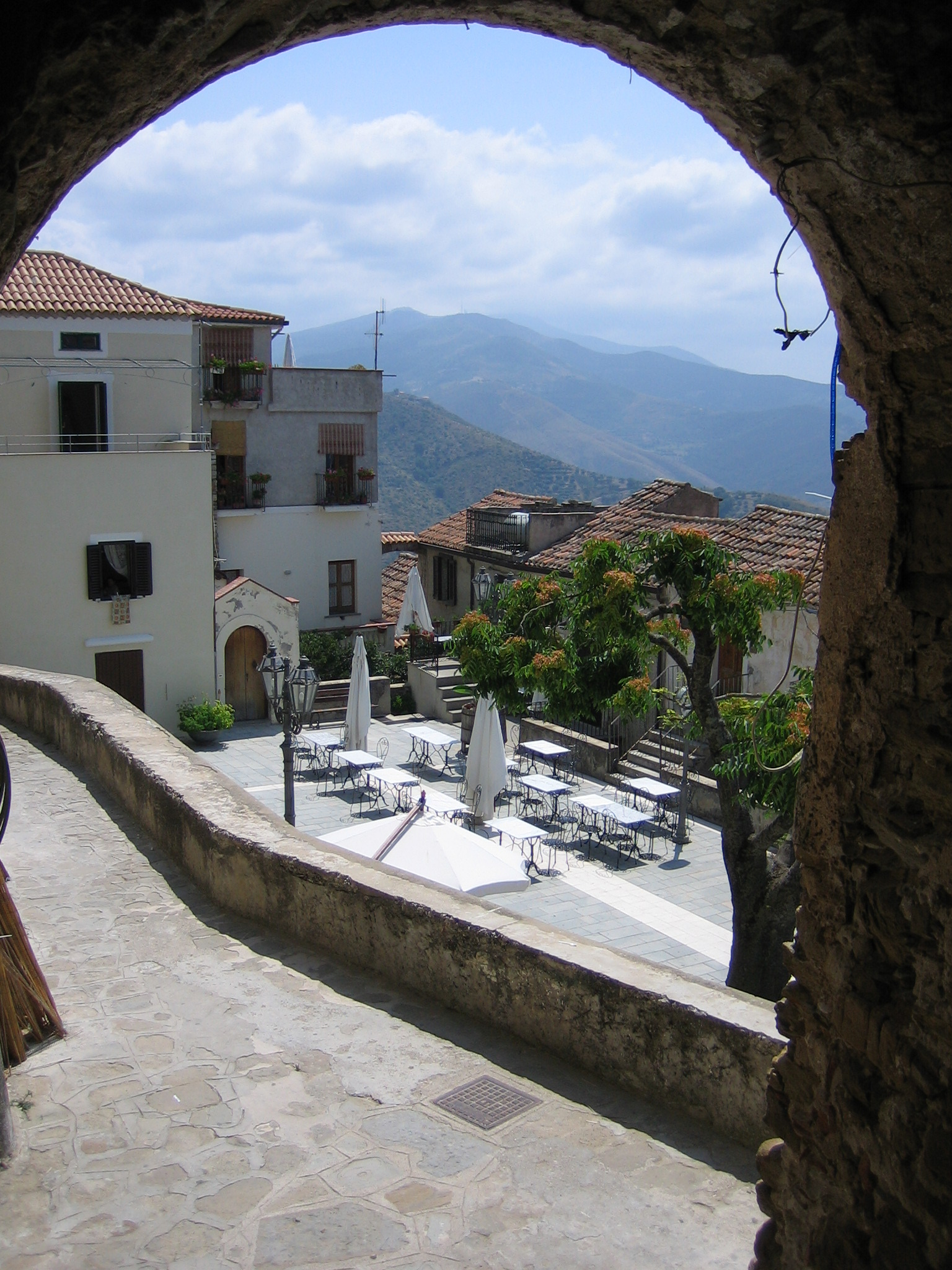
Piazza 10 ottobre 1123 vista da una stradina in alto.

L'abitato medievale sorge su colle Sant'Angelo e conta cinque accessi: porta "Cavalieri" e porta "di Mare", dal lato mare; porta "la Chiazza" e porta "Sant'Eustachio" dalle campagne; porta "de li Bovi" dal retroterra (Belvedere). L'accesso principale è dal "Belvedere di San Costabile" (chiamato anticamente "Vaglio"), una terrazza a picco sul mare con vista panoramica del golfo di Salerno, dell'isola di Capri e d'Ischia. Il paese si sviluppa intorno alle mura del "Castello dell'abate", che fu fondato nel 1123 dall'abate Costabile e completato dal suo successore Simeone, con lo scopo di proteggere la popolazione locale dedita a fiorenti traffici via mare da eventuali attacchi da parte dei Saraceni. La fortezza è dotata di mura perimetrali con quattro torri angolari a pianta rotonda e cela all'interno abitazioni, forni, cisterne e magazzini per le provviste. Sono accessibili i sotterranei, che, secondo alcune leggende, raggiungono le frazioni marine per poter permettere la fuga in caso di invasione. La struttura, completamente restaurata, è diventata un punto di riferimento per manifestazioni artistiche, culturali e sociali. Il borgo è caratterizzato dall'intreccio di vicoletti in pietra viva e stretti passaggi al di sotto delle casette comunicanti. Tra queste si collocano i vari palazzi gentilizi del Settecento, costruiti ex novo o ampliati da dimore preesistenti, che appartengono a famiglie facoltose del luogo o della nobiltà salernitana e napoletana. I principali sono: palazzo Perrotti (del XVII secolo, conserva intatta la stanza di Gioacchino Murat), palazzo Matarazzo (uno dei più grandi e antichi del borgo con i suoi due artistici portali aragonesi e lo stemma di famiglia dipinto su una volta), palazzo Antico, palazzo Jaquinto (con lo stemma in marmo sul portone d'ingresso), palazzo Forziati, palazzo Meriglia, palazzo Verrone, palazzo Gammarano e palazzo Comenale (sede dell'archivio comunale). Ma la vera agorà del borgo medievale è la piazza 10 ottobre 1123 (data di fondazione del castello) con vista panoramica sulla valle dell'Annunziata.

#### Le torri costiere

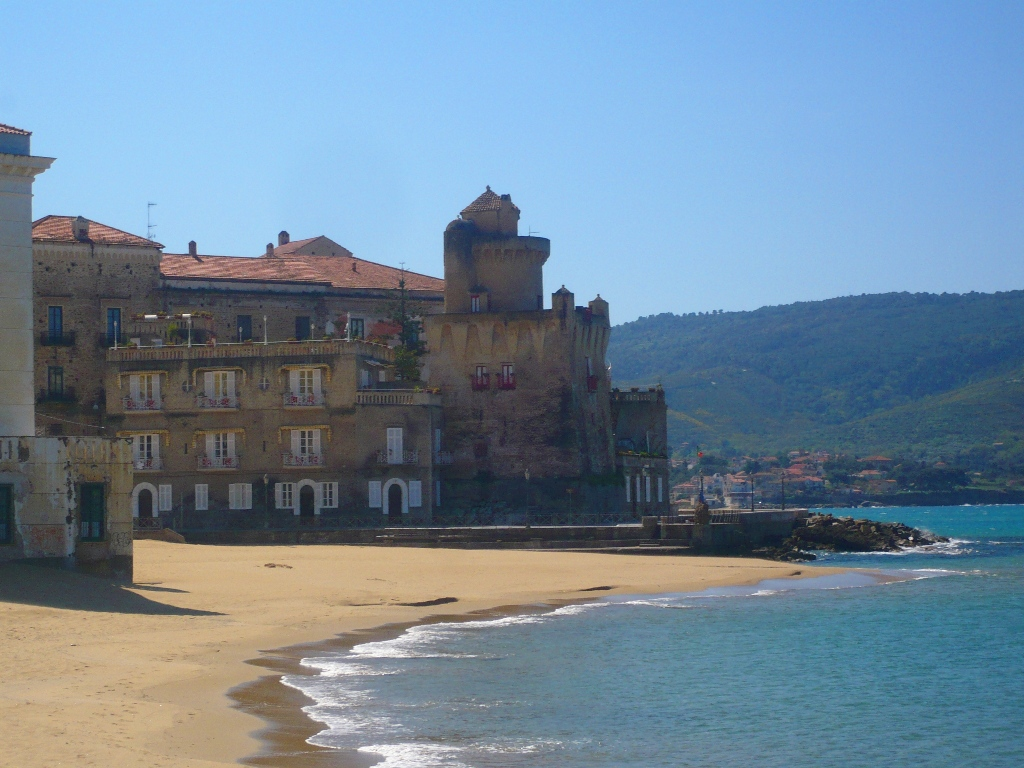
Torre Pagliarola e palazzo Perrotti sulla spiaggia di Marina Piccola

Il sistema difensivo di Castellabate comprendeva diverse torri costiere, innalzate per avvistare le imbarcazioni saracene che si avvicinavano alla costa con l'intento di depredarla o conquistarla e offrire alle popolazioni locali una prima difesa da possibili invasori. Quella meglio conservata è la torre normanno-aragonese della "Pagliarola" o "Perrotti", che accorpata a palazzo Perrotti domina la Marina Piccola di Santa Maria. Questa opera di origine medievale, ulteriormente potenziata nel 1570, aveva il compito di difendere gli scambi commerciali che avvenivano nel porticciolo "Travierso". È costituita da una torre a pianta circolare, circondata da una torre più bassa di epoca successiva. Le più antiche, di cui restano visibili i ruderi, sono le torri angioine "di Tresino" (1277), collocata nei pressi di punta Tresino, e quella "di Licosa", contemporanea alla precedente. Nel periodo 1567-69 fu costruita la torre "Cannitiello" detta anche "Mezzatorre", presso Licosa, nel 1569 quella "di Ogliastro" o "di Ogliarola" nella punta di Ogliastro Marina, nel 1570 l'altra di avvistamento, posta sulla collina di Licosa e detta "Torricella" o torre "del Semaforo". Dello stesso periodo, caratterizzato dalla presenza aragonese, è anche la torre "dei Zappini" nei pressi di punta Pagliarolo a Tresino. Alla fine del 1592 risale la torre "della Marina di Ogliastro", detta anche "dell'Arena" o "delle Ripe Rosse". Tali postazioni, situate in importanti punti strategici per perlustrare tutto il litorale, comunicavano con segnali di fumo o di fuoco tra loro e con l'abitato di colle Sant'Angelo, dove la popolazione in caso di assalto chiudeva le porte del paese e si rifugiava nel Castello dell'abate.

### Altro

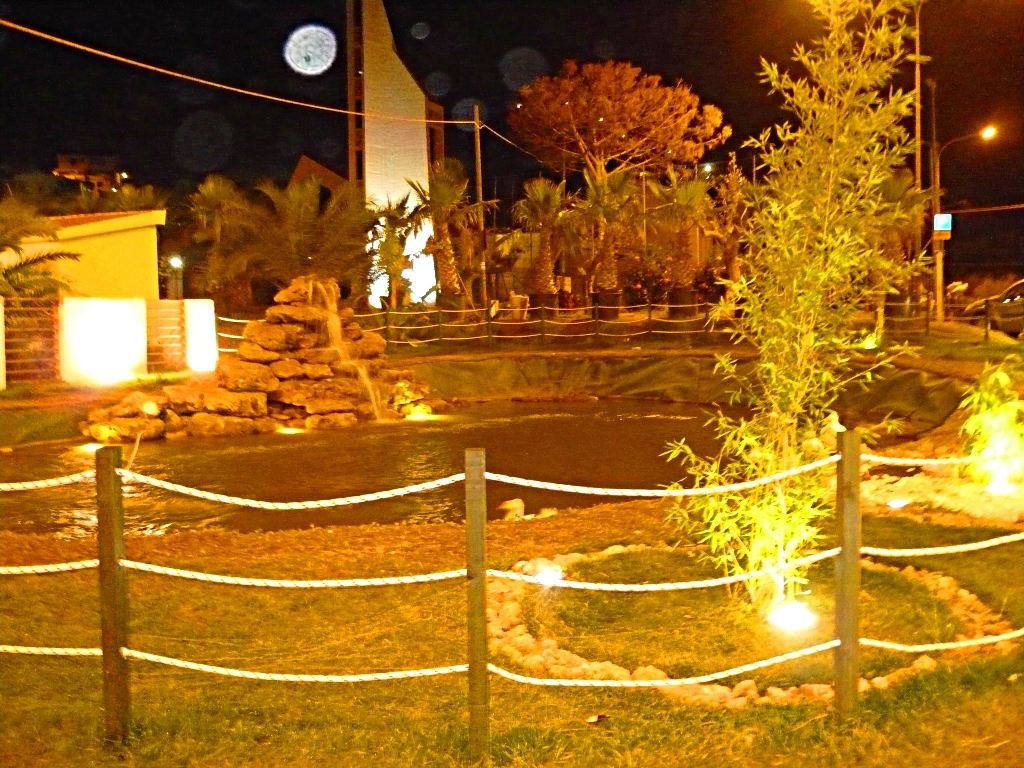
Lago con cascata

- Monumento ai caduti: una statua di soldato che sovrasta l'elenco dei cittadini caduti nei conflitti mondiali, realizzato da Michele Guerrisi nel 1926 a piazza Lucia.
- Monumento ai marinai: posto nel piazzale di punta dell'Inferno nel 2004.
- Lapide commemorativa dei caduti del Velella: posta nel 2002 sul molo di punta Licosa, composta da un monumento circolare di bronzo raffigurante il sommergibile che affonda e l'elenco dei membri dell'equipaggio.
- Lago artificiale con cascata: realizzato a piazza Madre Teresa di Calcutta.
- Statua di san Costabile Gentilcore: collocata nel 2011 nel Castello dell'abate.
- Statua del beato Simeone: posta nel 1989 nei pressi della basilica pontificia Santa Maria de Gulia.
- Statue delle Madonne: poste a Marina Piccola, punta dell'Inferno, bivio Sant'Andrea, punta di Ogliastro, piazza Giovanni Paolo II e sul fondale marino di Santa Maria.
- Croce luminosa: posta in piazza Giovanni Paolo II.
- Bassorilievo bronzeo di monsignor Farina: posto nel 2010 alla base del campanile della basilica pontificia Santa Maria de Gulia in ricordo del parroco di Castellabate.
- Grotta di Lourdes (riproduzione): sita a piazza Santa Rosa.
- Targhe commemorative dedicate a Ruggero Leoncavallo (piazza 10 ottobre 1123), Francesco Matarazzo (palazzo Matarazzo), Luigi Guercio (piazza Luigi Guercio) e Gioacchino Murat (palazzo Perrotti)[1].

### Siti archeologici

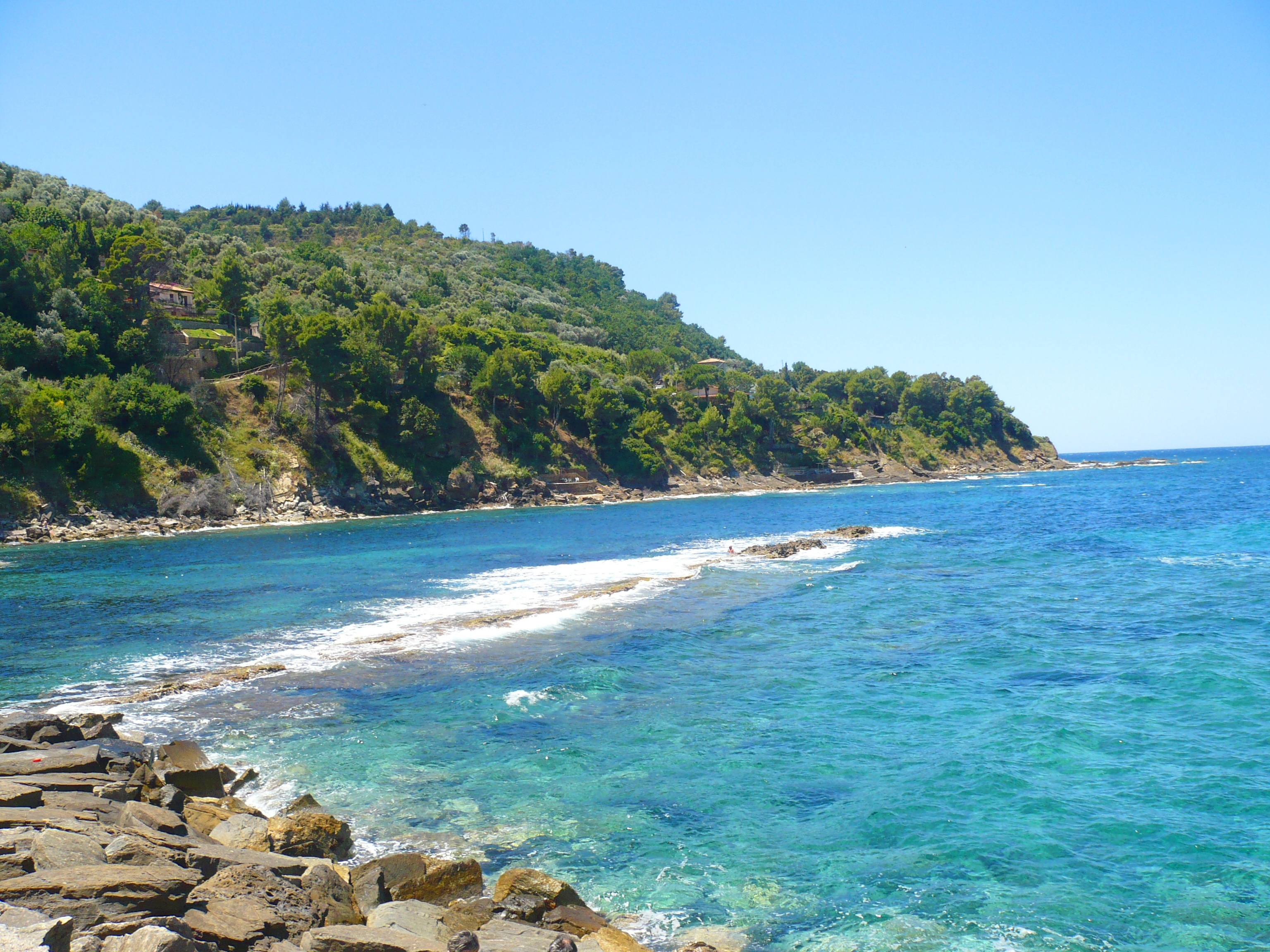
Porto greco-romano

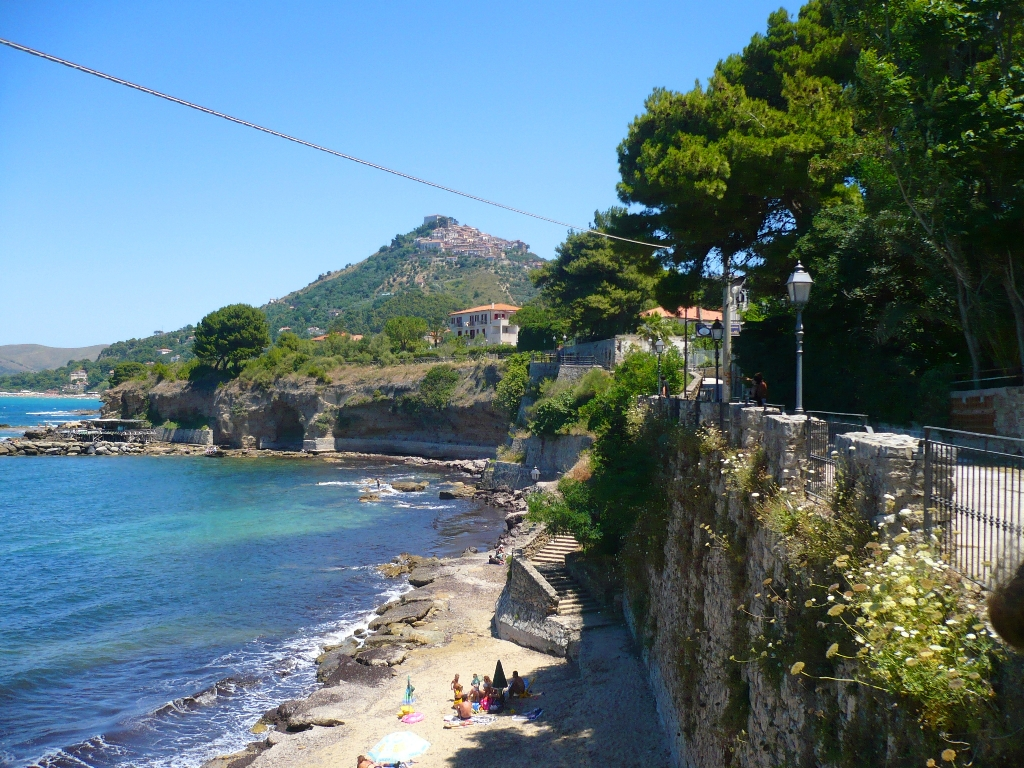
Area della necropoli

- Cava dei rocchi: la spiaggia sabbiosa di Lago ricopre in parte una cava del VI secolo a.C. scoperta nel 2010. Da tale sito i Greci Trezeni estraevano i rocchi: blocchi di pietra arenaria di forma cilindrica, utilizzati per comporre il fusto delle colonne. Con tali materiali furono costruiti i templi di Paestum[20].
- Porto greco-romano: i resti di un approdo greco-romano a due moli del I secolo a.C. affiorano dalle acque di San Marco, in prossimità della struttura portuale moderna. Tale struttura, realizzata in opus caementicium su un fondo roccioso mediante casseformi lignee, è identificato come il porto di Erculia o Ercolam, il principale scalo di approvvigionamento per le imbarcazioni dirette al porto di Miseno nonché base militare o sito di appoggio per la flotta imperiale. Ad avvalorare questa ipotesi è il ritrovamento nelle acque antistanti il porto di San Marco negli anni sessanta di alcune ancore di piombo (risalenti tra il I e il II secolo) contraddistinte dalla scritta ter. Tale dicitura indica la tipologia di imbarcazione a cui le ancore erano destinate: le triremi[19].
- Necropoli: San Marco è sede di una necropoli situata nei pressi della passeggiata che dal porto moderno conduce al Pozzillo. La necropoli raggiunge i 7000 metri quadrati e le sue 151 tombe si trovano quasi esclusivamente all'interno di suoli privati. I resti di quelle che spuntano dal suolo comunale sono state in parte cementificate per la realizzazione della passeggiata panoramica. In tale area venivano seppelliti i veterani della Classis Misenensis, morti nei naufragi, e la gente del luogo. La tumulazione avveniva in fosse poco profonde su un promontorio di arenaria con tutto il loro corredo funebre in parte recuperato. Durante gli scavi eseguiti nel 1983 fu ritrovata un'epigrafe funeraria, dedicata alla giovane figlia scomparsa e conservata nel Museo archeologico nazionale di Pontecagnano, che ha permesso di risalire al nome di un triarca, Antonius Priscus, comandante di una delle centinaia di triremi ancorate nel porto di Miseno. Sul posto sono state rinvenute inoltre diverse monete, monili e antichi cocci di vasellame, brocchetti, spilloni, lucerne, amuleti e vari oggetti magici contro il malocchio, come un campanello di bronzo che aveva lo scopo di scacciare gli spiriti maligni[19].

### Aree naturali

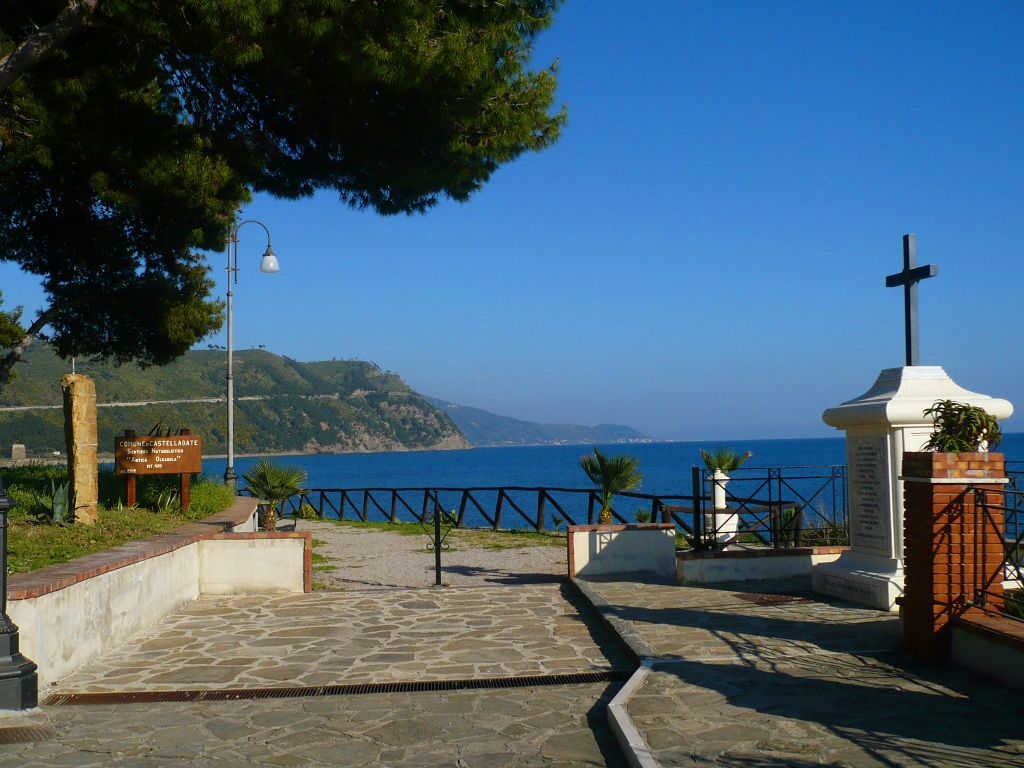
Sentiero, croce luminosa e pineta di Ogliastro Marina

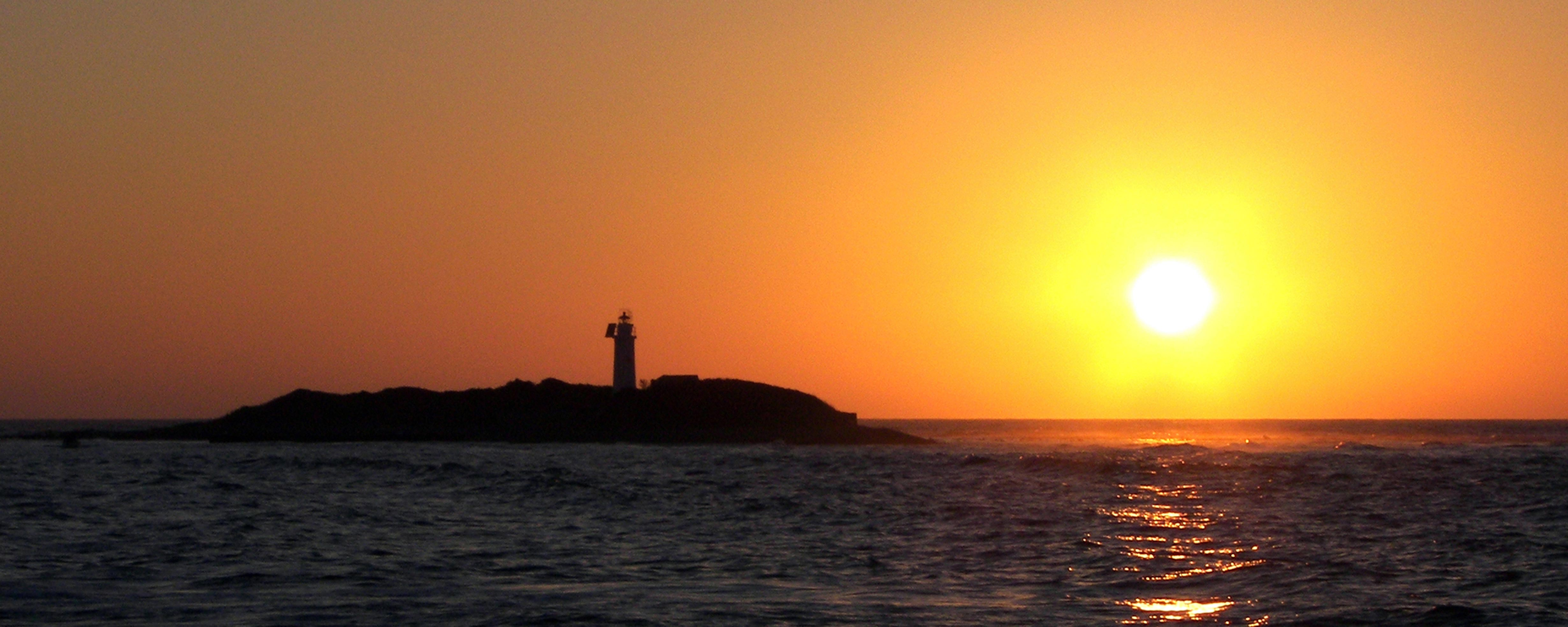
Isola di Licosa

- Costa e area marina: Castellabate si estende per 19 km lungo il mare con l'area marina protetta Santa Maria di Castellabate e una costa variegata, frastagliata, dove si alternano scogli, alti dirupi, baie, calette naturali e dorate spiagge. Le spiagge sabbiose comunali principali sono: quella "del Pozzillo", "di Marina Piccola", "di punta dell'Inferno" o "dello Scario", "della Grotta", "della Baia Arena", "della punta di Ogliastro", e "del Lago" detta anche "ù Sciome". Numerose sono le calette naturali presenti soprattutto nella zona di Ogliastro Marina, Licosa e Tresino. Le più rinomate sono "Cala della bella" e il "Saùco". La costa di Castellabate presenta una grotta naturale emersa (dove sono stati ritrovati alcuni reperti paleolitici) nei pressi dell'omonima spiaggetta sabbiosa a San Marco, diverse grotte marine (come quelle di punta Pagliarolo) e fondali interessanti, mete di escursioni subacquee. Il territorio comprende diverse passeggiate lungo il mare (come quelle del lungomare "delle Tartarughe", "Tommaso Perrotti", "Raffaello De Simone", "Barone Nicola Pepi" e "Bracale"[43].
- Parco e sentieri naturali: il territorio, cuore del parco nazionale del Cilento, Vallo di Diano e Alburni, presenta diverse aree verdi e sentieri naturali, attrezzati anche come percorsi botanici. Le aree verdi più importanti sono il bosco del Castelsandra, il parco di villa Matarazzo, le pinete di Ogliastro Marina, Licosa e Tresino, mentre i principali sentieri sono quelli tra "Ogliastro Marina e il Pozzillo" (8,6 km), "San Marco e Licosa" (4,4 km), "Santa Maria e Castellabate centro storico" (0,6 km), e "Lago, Tresino, San Pietro" (9,1 km)[15].
- Isola di Licosa (160 metri di lunghezza e 40 metri di larghezza): da sempre importante punto di riferimento per la navigazione, rappresenta il sito naturale più caratteristico del territorio comunale con le sue pericolose secche e i suoi limpidi fondali, testimoni di numerosi affondamenti. Nelle sue acque sono visibili i resti sommersi dell'omonima città greco-romana, specialmente quelli di una villa romana e di una vasca per l'allevamento delle murene (risalente ad un periodo che va dal I secolo a.C. al I secolo d.C.). Sull'isola, dove svetta il faro e il rudere della casa del guardiano del faro, sono stati rinvenuti diversi reperti di epoca greco-romana come una lastra con un'epigrafe dedicata a Cerere, un mosaico d'epoca romana e numerose ceramiche greche del V secolo a.C., conservate nel Museo archeologico nazionale di Paestum. La zona è pervasa dal mito delle sirene. Si crede che il nome di Licosa derivi dalla sirena Leucosia, che, secondo autori come Licofrone, Strabone e Plinio il Vecchio, qui abitò e qui fu sepolta dopo che si gettò in mare. Anche Omero, nell'Odissea, accenna all'isola delle sirene dal canto ammaliatore, beffate da Ulisse e il suo equipaggio[1]. Ma siccome l'isola di Licosa un tempo era collegata al promontorio, prima dell'inabissamento della costa avvenuto nel IV secolo a.C., si ritiene che l'isola delle sirene possa essere la poco lontana "Secca di Vatolla" (da dove è possibile osservare Vatolla), profonda circa sei metri. Aristotele narra della presenza sull'isoletta di un tempio dedicato a Leucotea, identificata con Leucosia. Altri autori, come Dionigi di Alicarnasso e Sesto Pompeo Festo, sostengono che il nome Licosa sia dovuto ad una cugina o una nipote di Enea sepolta sull'isoletta ("Leucosia insula dicta est a consobrina Aeneae ibi sepulta")[16].

## Società

### Evoluzione demografica
Abitanti censiti

### Etnie e minoranze straniere
Al 31 dicembre 2015 risultano residenti 661 cittadini stranieri (7,19% della popolazione comunale). Le comunità più numerose sono:
1. Romania, 271
2. Brasile, 91
3. Tunisia, 50
4. Ucraina, 43
5. Germania, 41
6. Polonia, 25
7. Pakistan, 23
8. Marocco, 20

### Dialetto
Il dialetto che parlano i castellabatesi è il cilentano, ma con alcune varianti e peculiarità che lo differenziano da quello dei paesi limitrofi (uso della "e" al posto della "i" per una serie di vocaboli e per l'articolo determinativo "u" invece di "lu"). È molto simile al dialetto cilentano meridionale specie per quanto riguarda la pronuncia chiara e distinta delle vocali finali (a differenza degli altri dialetti campani che le indeboliscono), la doppia "l" che diventa doppia "d" e l'uso del doppio congiuntivo ("si u sapia, tu dicia", in italiano "se lo sapessi, te lo direi").

### Religione

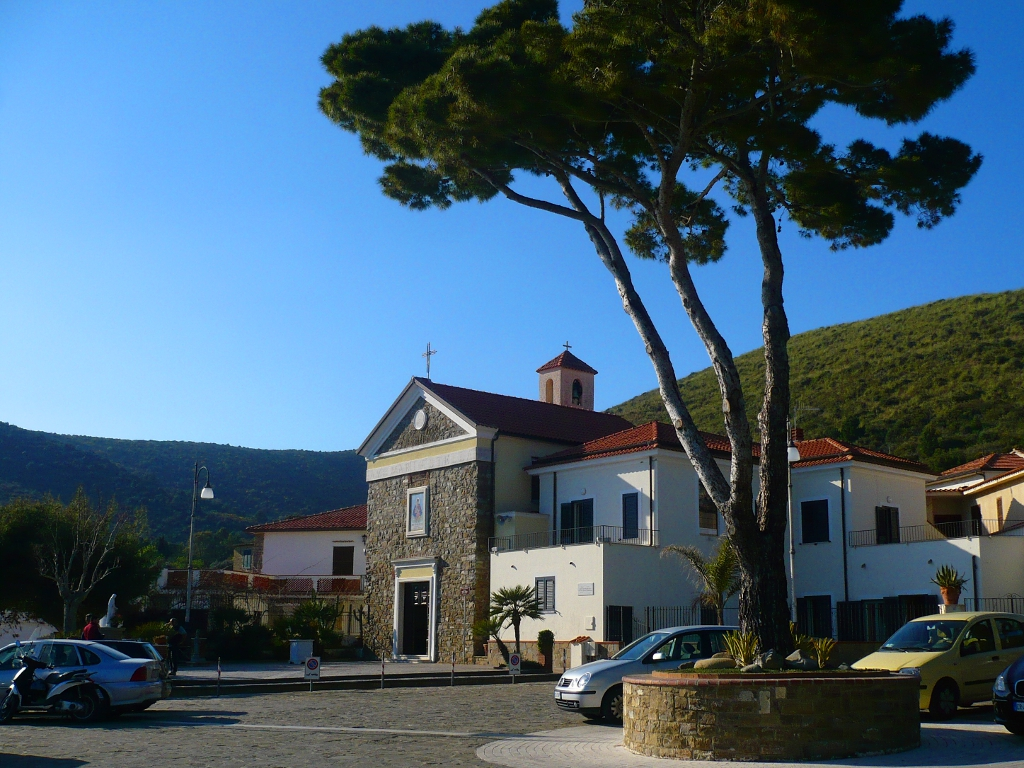
Chiesa Santa Maria delle Grazie

Castellabate affonda le sue radici storiche nella cultura cristiana, essendo stata amministrata per diversi secoli dai benedettini della Badia di Cava. La maggioranza della popolazione locale è di religione cristiana (Chiesa cattolica). Il comune appartiene alla diocesi di Vallo della Lucania e conta cinque parrocchie:
- parrocchia della basilica minore Santa Maria Assunta a Castellabate;
- parrocchia di San Marco Evangelista a San Marco;
- parrocchia di Santa Maria a Mare a Santa Maria;
- parrocchia di Sant'Antonio da Padova a Lago;
- parrocchia di Santa Maria delle Grazie a Ogliastro Marina[47].

#### San Costabile Gentilcore

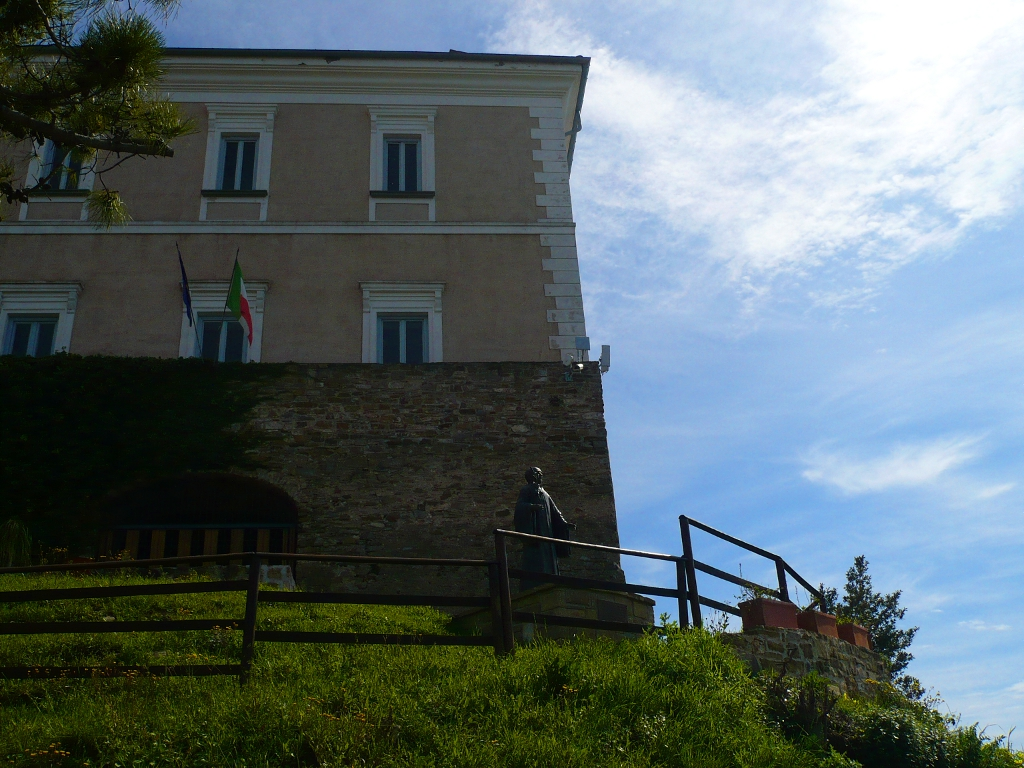
Statua di san Costabile

La popolazione di Castellabate ha una particolare devozione per san Costabile, al quale sono stati attribuiti diversi miracoli e leggende, legate ai periodi di difficoltà storici del borgo: le epidemie di peste e colera, gli assalti saraceni e il secondo conflitto mondiale. La leggenda più tramandata è quella delle capre, che narra di cinque navi pirate che nel 1623 erano pronte ad assalire Castellabate. I suoi abitanti, impauriti, lasciarono di fretta le proprie abitazioni per rifugiarsi nel castello in cima al colle. La sera, quando la speranza di salvezza per gli assediati stava venendo meno, si videro circa settecento capre con delle fiaccole legate alle corna, guidate da san Costabile, che si dirigevano verso il litorale dove i Turchi si apprestavano a dare l'assalto. Questi pensando che si trattasse di un considerevole numero di castellabatesi pronti a difendere l'abitato, abbandonarono l'intento di assalire il borgo e tolsero le ancore.

### Tradizioni e folclore

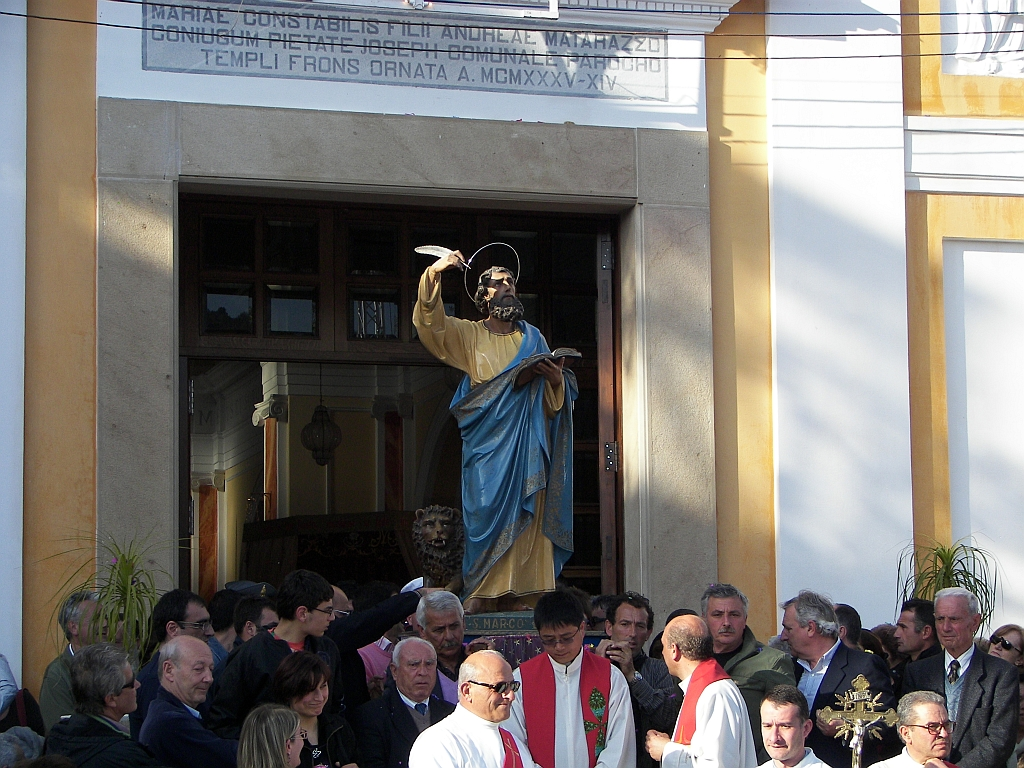
Processione di San Marco

- Festa di san Costabile (17 febbraio), patrono del comune di Castellabate.
- Festa di san Marco evangelista (25 aprile), che si caratterizza per la processione del santo patrono di San Marco con le barche via mare.
- Festa di santa Maria a Mare (15 agosto), patrona di Santa Maria, che si caratterizza per lo spettacolo dei fuochi artificiali di mezzanotte in mare. Il 13 agosto si svolge la fiera[1].
- Il giorno dell'Epifania tutti i bambini nati nell'anno precedente, accompagnati dai genitori, sfilano in processione nella basilica pontificia Santa Maria de Gulia, preceduti dal sacerdote, dai chierichetti e da un prescelto, che copre il capo dell'ufficiante con un ombrello damascato, in ossequio alla nascita di Gesù. È il segno della vita che si ripete ogni anno[1].
- Il giorno della commemorazione dei defunti è consuetudine nelle case delle famiglie di Castellabate far cuocere i “cicci”, un misto di grano, granone, ceci e fagioli. È l'unico pasto della giornata in segno di lutto[1].
- Stuzza (14 agosto): una prova di abilità che si tiene nelle acque di Marina Piccola a Santa Maria. Il gioco consiste nel recuperare tre bandierine poste all'estremità di un palo di 17 metri, sospeso orizzontalmente e cosparso di grasso al fine di renderlo estremamente scivoloso. Il vincitore è colui che camminando sul palo senza scivolare in acqua riesce a raccogliere la bandierina più lontana. Alla gara possono partecipare i ragazzi di sesso maschile residenti o originari della frazione[48][49]

### Qualità della vita

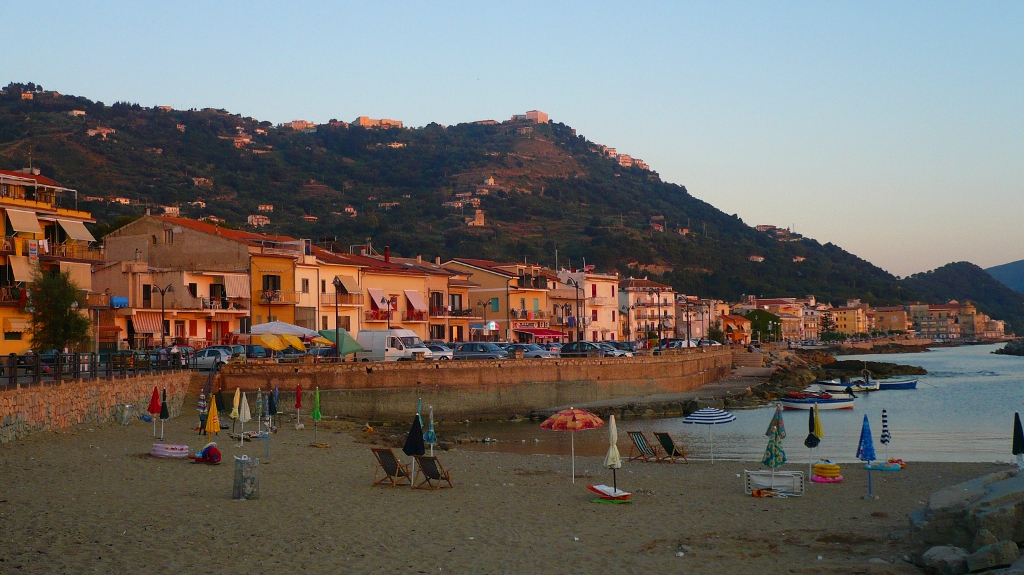
Il mare di Castellabate a lungomare Pepi

- 4 Vele: attribuite da Legambiente a Castellabate nella Guida Blu 2016. Sono stati premiati: lo stato di conservazione del territorio (3 “petali” su 5), la qualità dell'accoglienza turistica (2 “stelle” su 5), la pulizia del mare e delle spiagge (bollino “onda”), la presenza di fondali interessanti (bollino “sub”) e di luoghi d'interesse storico-culturale (bollino “castello”) e le iniziative di gestione sostenibile (bollino "foglia")[50].
- Bandiera blu 2016: dal 1999 a Castellabate è stata assegnata la Bandiera Blu Fee per premiare la qualità delle acque di balneazione, le spiagge e i servizi offerti[51].
- Bandiera verde 2016: la quale premia le località balneari che dispongono di spiagge adatte ai bambini secondo indagini redatte da pediatri[52]
- Borghi più belli d'Italia: per l'armonia architettonica, qualità artistico-storica, del patrimonio edilizio, vivibilità e servizi al cittadino, il borgo di Castellabate è inserito nella lista del club che valorizza i piccoli centri italiani[21].
- Città del bio: il comune è promotore delle produzioni biologiche, del consumo etico, dello sviluppo ecosostenibile e della qualità della vita[53].
- Gioiello d'Italia 2012: un riconoscimento attribuito dal Dipartimento per il turismo a ventuno comuni italiani sotto i sessantamila abitanti per promuovere il loro patrimonio architettonico ambientale, l'offerta turistica e quella culturale[54].
- La più bella sei tu: Legambiente inserisce le spiagge di Licosa tra le undici spiagge più belle d'Italia nel concorso "La più bella sei tu", in cui esperti di fauna e botanica, architetti del paesaggio e ambientalisti hanno valutato la qualità del paesaggio, la gestione dei luoghi, l'impatto turistico e le eccellenze naturalistiche. Le spiagge individuate custodiscono ecosistemi incontaminati da preservare[55].

## Cultura

### Istruzione

#### Biblioteche
- Biblioteca comunale
- Biblioteca parrocchiale[56]

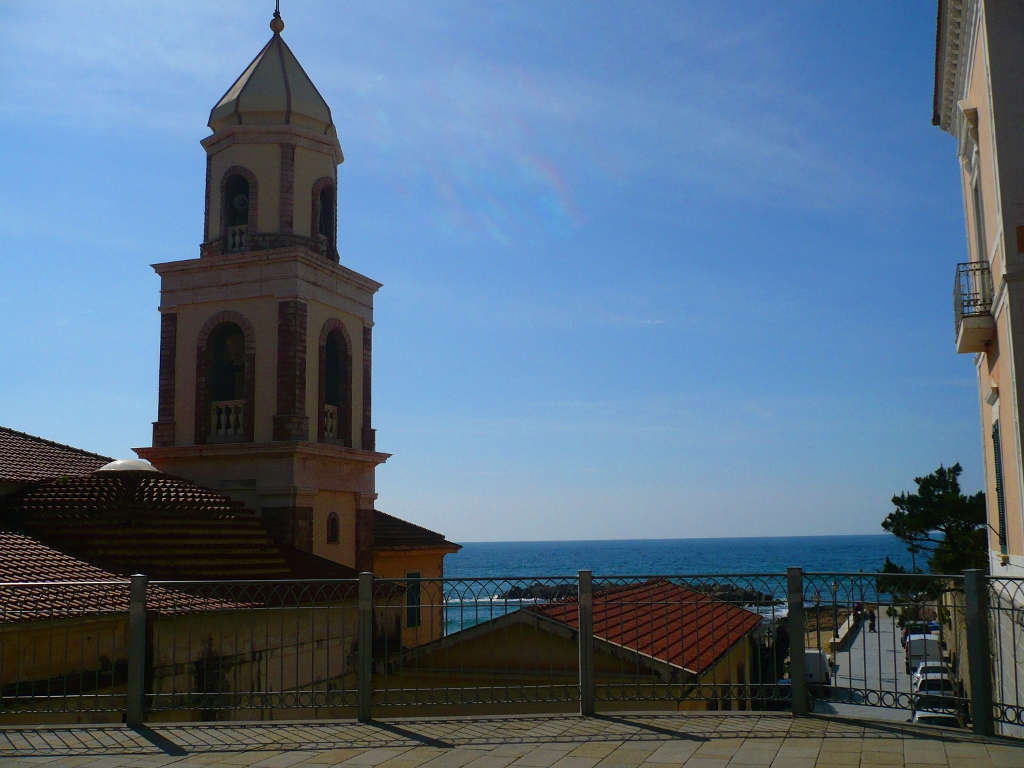
Biblioteca parrocchiale vista dal corso Andrea Matarazzi.

- Biblioteca del calcio Andrea Fortunato[57]

#### Scuole
Hanno sede a Castellabate:
- sette scuole dell'infanzia;
- quattro scuole primarie;
- due scuole medie inferiori;
- una scuola superiore pubblica (Istituto professionale industria e artigianato Manlio De Vivo)
- quattro scuole superiori private (istituto professionale per i servizi sociali, liceo scientifico, istituto tecnico commerciale e istituto professionale alberghiero) della Fondazione Passarelli[58].

#### Musei

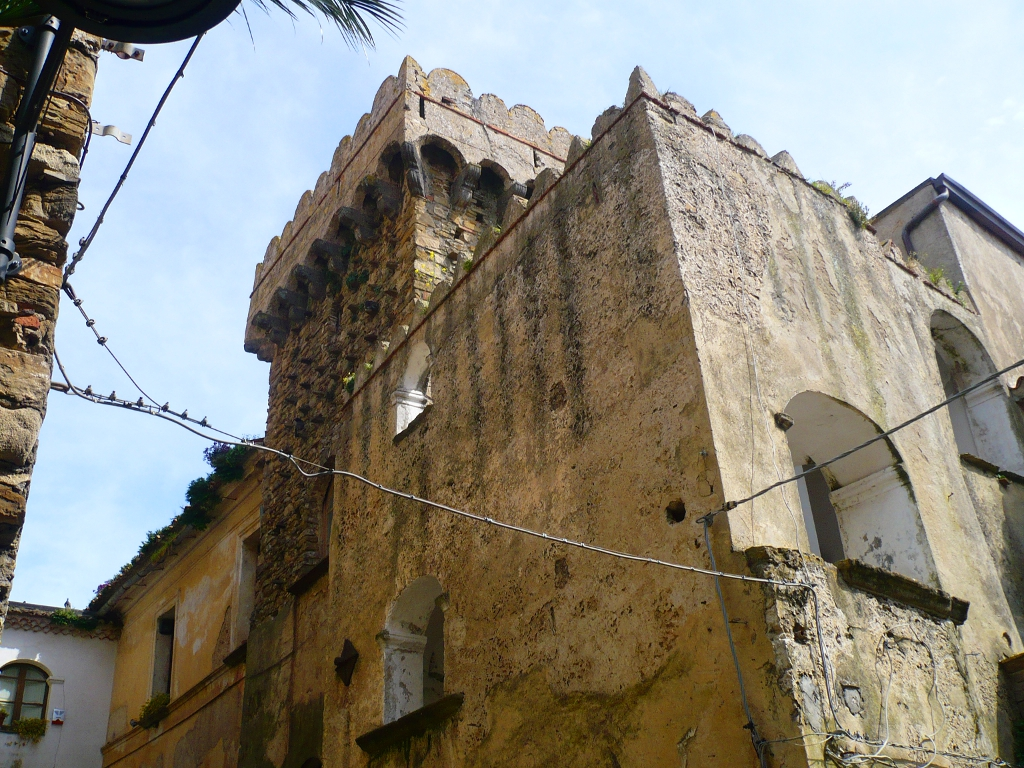
Museo d'arte sacra

- Mostra permanente "Mare antico": ha sede nel Castello dell'abate e contiene i reperti archeologici rinvenuti nelle acque circostanti. I più importanti sono le anfore del I secolo a.C. provenienti dal relitto di una nave romana, affondata al largo di Licosa e riportata alla luce nel 1990[19].
- Museo d'arte sacra di Castellabate
- Museo del calcio Andrea Fortunato: espone le magliette da calcio autografate di svariati giocatori professionisti[57].

### Media

#### Stampa
- Rivista mensile L'Editoriale[59]

#### Radio
- Radio Amore (ex Radio Santa Maria)[60]

#### Televisione
- Sole tv (inattiva)[61]

### Teatro
- Associazione culturale ActorSud[62]

### Cinema

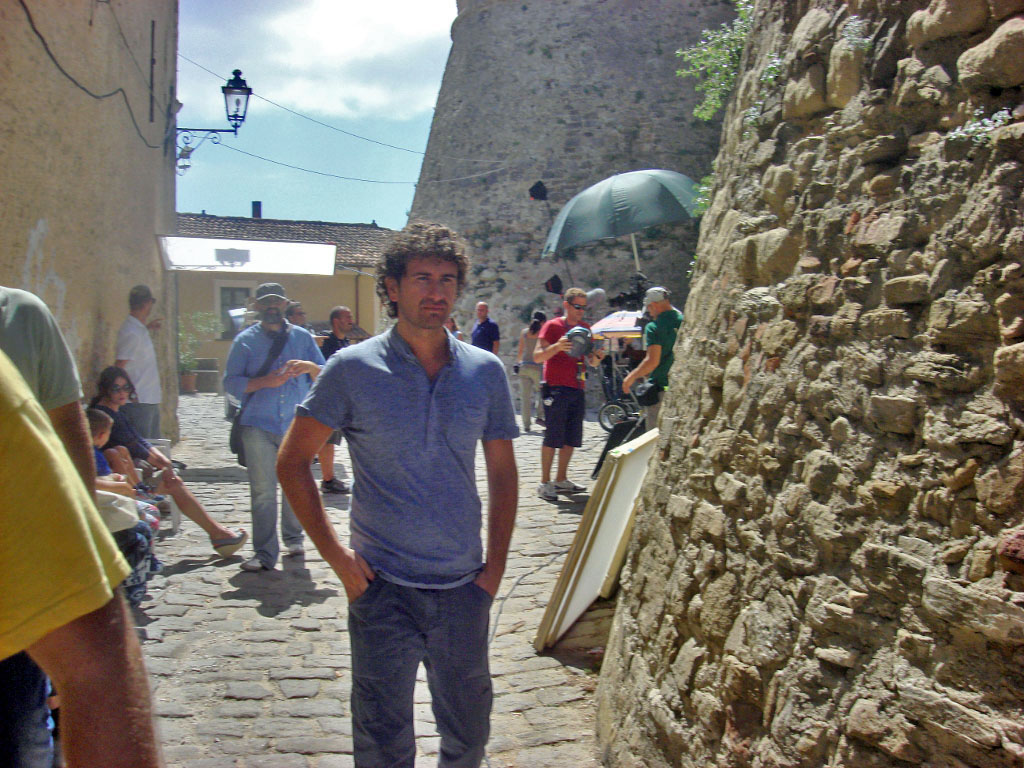
Alessandro Siani sul set di Benvenuti al Nord a Castellabate

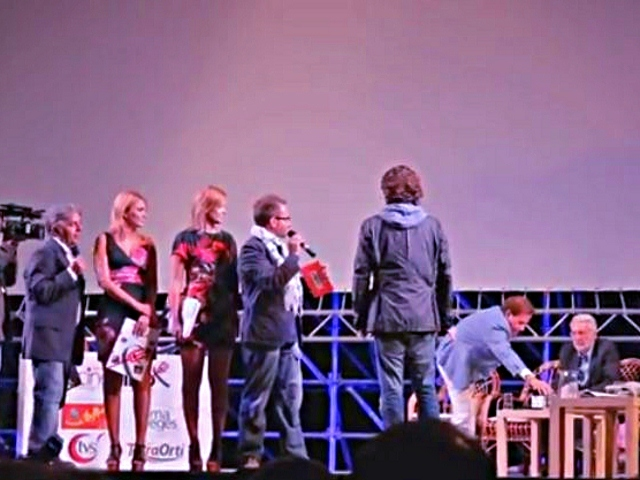
Cinecibo

Nel Comune erano presenti ben tre sale cinematografiche.
- Il Cinema Arena Chiccaral (all'aperto) nella frazione di San Marco di Castellabate (inattiva)
- Il Cinema Angelina a Santa Maria di Castellabate (inattiva)
- Il Cinema Kursaal (all'aperto) a Zona Lago (inattiva).

Sono state girate a Castellabate le riprese di sei film:
- Cavalli si nasce (1989), di Sergio Staino, girato presso porto delle Gatte, la "Torretta", la pineta di Licosa e palazzo Perrotti[61].
- Noi credevamo (2009), di Mario Martone, che ha avuto tra le sue location il porto delle Gatte e il mare di Santa Maria dal 24 al 27 maggio del 2009[61].
- Benvenuti al Sud (2010), di Luca Miniero. La pellicola è stata girata dal 5 settembre al 10 ottobre 2009 tra la piazza 10 ottobre 1123, il Belvedere di San Costabile, palazzo Perrotti, il borgo medievale, la "Torretta", il porto di San Marco, il porto delle Gatte e Marina Piccola[61].
- Benvenuti al Nord (2011), di Luca Miniero. Castellabate è stato il set del sequel di Benvenuti al Sud dal 4 al 9 settembre 2011. Le principali location del film sono state piazza 10 ottobre 1123, il Belvedere di San Costabile, il borgo medievale, il lungomare Tommaso Perrotti e il porto delle Gatte[63].
- 11 metri (2011), di Francesco Del Grosso, film documentario sulla vita di Agostino Di Bartolomei girato a San Marco[64].
- Il pesce pettine (2013), di Maria Pia Cerulo[65].

Inoltre Castellabate è stata citata dall'attore Claudio Bisio nel film Femmine contro maschi.
Il 20 novembre 2010 il comune di Castellabate ha vinto il trofeo "Ciak Festival" del 64º Festival del cinema di Salerno (sezione film turistici) con il film Castellabate: una risorsa di tesori, un documentario sulla storia di Castellabate.
Il 15 e il 16 aprile 2011 si è svolto a Castellabate, nella location di villa Matarazzo e del Castello dell'abate, il Festival cinematografico Unitaly per premiare il migliore spot a livello nazionale con tema l'unità d'Italia. La giuria del concorso è stata presieduta da Michele Placido.
Dal 10 al 16 settembre 2012 si è svolto a Castellabate il Festival internazionale del cinema a tema gastronomico Cinecibo nella location di Marina piccola e del Castello dell'abate. La manifestazione ha visto la presenza di attori quali Ricky Tognazzi, Simona Izzo, Francesca Inaudi, Donatella Finocchiaro, Alessandro Siani, Roberto Farnesi, Sergio Assisi e Patrizio Rispo.

### Musica

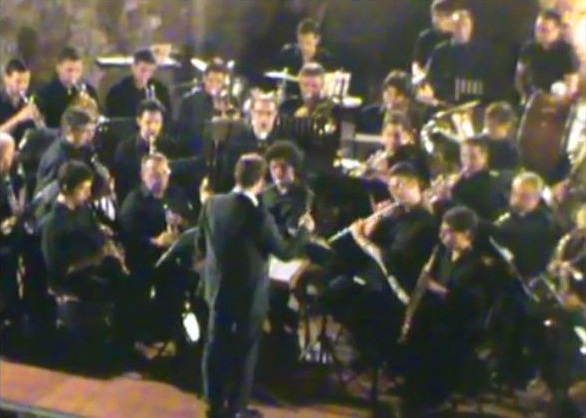
Banda Santa Cecilia

- Associazione Concerto Bandistico "Santa Cecilia", è il complesso bandistico di Castellabate, trae le proprie origini dalla Filarmonica costituita a Castellabate nel 1848 dal Maestro Petruzzelli esiliato a Castellabate per motivi politici, con lo scopo di suonare inni e canti patriottici. Si è trasformato nel corso dei decenni fino a diventare l'attuale Associazione Concerto Bandistico "Santa Cecilia ". Attualmente istituisce ed organizza : Campus e Master strumentali e di musica di insieme, Festival Musicali e Concorsi di Strumentazione ed Arrangiamento per Orchestra di fiati. Organizza e gestisce inoltre corsi di orientamento musicale per avvicinare i bambini e i ragazzi alla musica. Il Complesso Bandistico si esibisce in tutta Italia ed ha anche preso parte a vari programmi televisivi e alle registrazioni del film Benvenuti al Sud e Benvenuti a Nord. Nel 2011 alla banda cilentana è stato assegnato il riconoscimento di "Gruppo musicale di interesse nazionale" dal Ministero per i beni e le attività culturali per il suo interesse storico-culturale[69]. Nel 2015 vince la prima edizione dell'Oscar del Cilento nella categoria "Associazionismo".
- DOC Rock, sono un gruppo musicale che il 14 novembre 1996 ha partecipato con la canzone Che c'è di rock a Sanremo Giovani 1996 conquistando il terzo posto della serata, che garantiva la partecipazione al Festival di Sanremo 1997, dove la band cilentana ha gareggiato nella categoria "nuove proposte" con la canzone Secolo crudele. Il tastierista Bruno Manente e il cantante-chitarrista Costabile Chiariello sono originari di Castellabate[70].

### Cucina

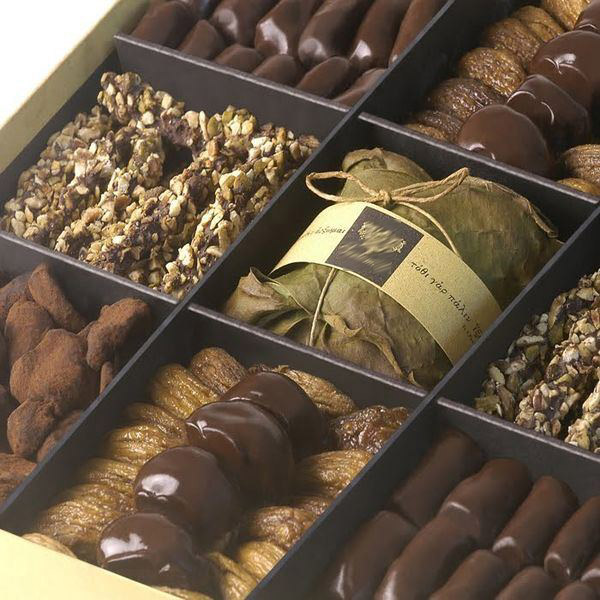
Fichi impaccati

Castellabate e il Cilento sono la patria della dieta mediterranea (riconosciuta patrimonio immateriale dell'umanità dall'UNESCO nel 2010): un modello nutrizionale formalizzato da Ancel Keys, quando con i suoi studi scoprì che le popolazioni della zona presentano un tasso di mortalità dovuto a malattie cardiovascolari molto basso grazie alle loro abitudini alimentari. I piatti tipici castellabatesi sono:
- acquasale;
- alici in tortiera (ricoperte col pane grattugiato);
- alici marinate;
- alici "mbuttunate" (farcite, ripassate nell'uovo e fritte);
- alici sotto sale;
- cannoli cilentani (con crema e cioccolata);
- ciambota;
- fichi impaccati;
- fusilli alla cilentana (con carne e formaggio di capra);
- limoncello;
- "nocche" (pasticelle con crema o cioccolata);
- pizza cilentana;
- sanguinaccio dolce;
- "scauratielli" (zeppole zuccherate);
- soppressata;
- "zeppole cu'i sciuriddi" (con fiori di zucca)[72][73].

### Eventi

#### Manifestazioni culturali
- Settimana della cultura (10 - 17 febbraio): una rassegna culturale che precede la festa di san Costabile. La manifestazione prevede la consegna del premio "Giglio d'oro" alle persone illustri che hanno mantenuto un legame culturale ed affettivo con la comunità di Castellabate[74].
- Vetrina dell'editoria del Sud (periodo estivo): una manifestazione culturale che si svolge dal 1990 tra villa Matarazzo e il Castello dell'abate. Si tratta di una carrellata di incontri culturali, presentazioni di libri, dibattiti, associati anche a serate enogastronomiche, mostre di pittura, rappresentazioni teatrali e opere musicali. Alla rassegna, nata inizialmente per promuovere l'editoria cilentana, partecipano le più importanti case editrici del Mezzogiorno[75]. Castellabate è quindi un punto di riferimento della cultura libraria, tanto da guadagnarsi l'appellativo di "cittadella del libro"[76].
- Concerto sull'acqua (mese di luglio): un concerto di musica classica dedicato alla sirena Leucosia, tenuto su una piattaforma galleggiante nelle acque antistanti l'isola di Licosa[77].
- Premio Leucosia (prima settimana di settembre): un riconoscimento per coloro che con la loro opera hanno fatto conoscere il Cilento oltre i suoi confini naturali. Si svolge dal 1986 nel parco di villa Matarazzo[78].

## Geografia antropica
Il comune di Castellabate è un territorio variegato di circa 37 km², composto da zone collinari, pianeggianti, marine e insulari, suddiviso in otto frazioni principali. Ha avuto uno sviluppo urbanistico moderno di tipo policentrico, grazie alle diverse peculiarità distintive di ogni frazione, a differenza dell'insediamento abitativo medievale che ne ha avuto uno di tipo monocentrico, dove il nucleo centrale era rappresentato dal Castello dell'abate.

### Frazioni

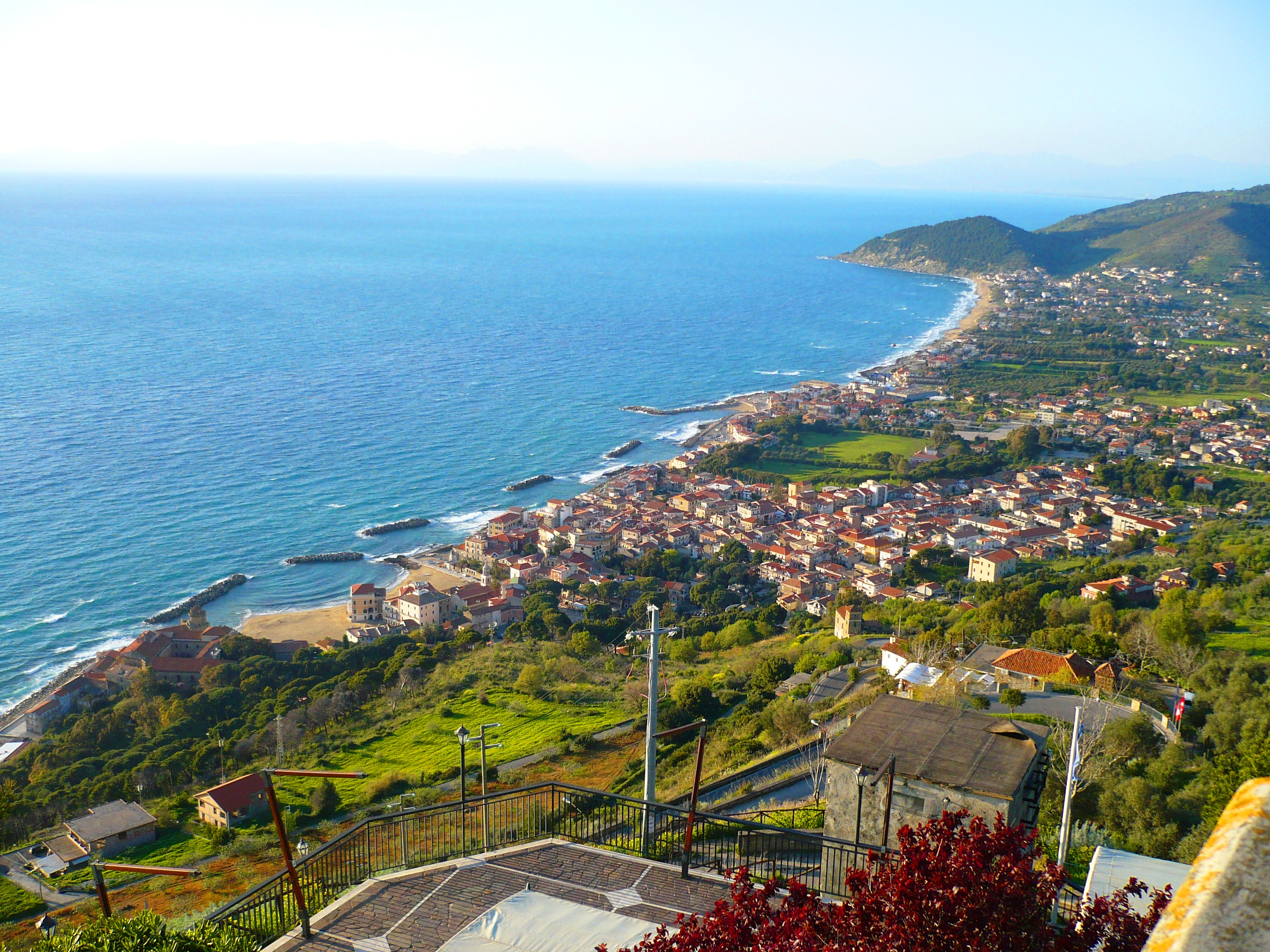
Santa Maria

- Alano
- Castellabate paese
- Lago
- Licosa
- Ogliastro Marina
- San Marco
- Santa Maria
- Tresino

### Altre località
- Annunziata (sede dell'area industriale)

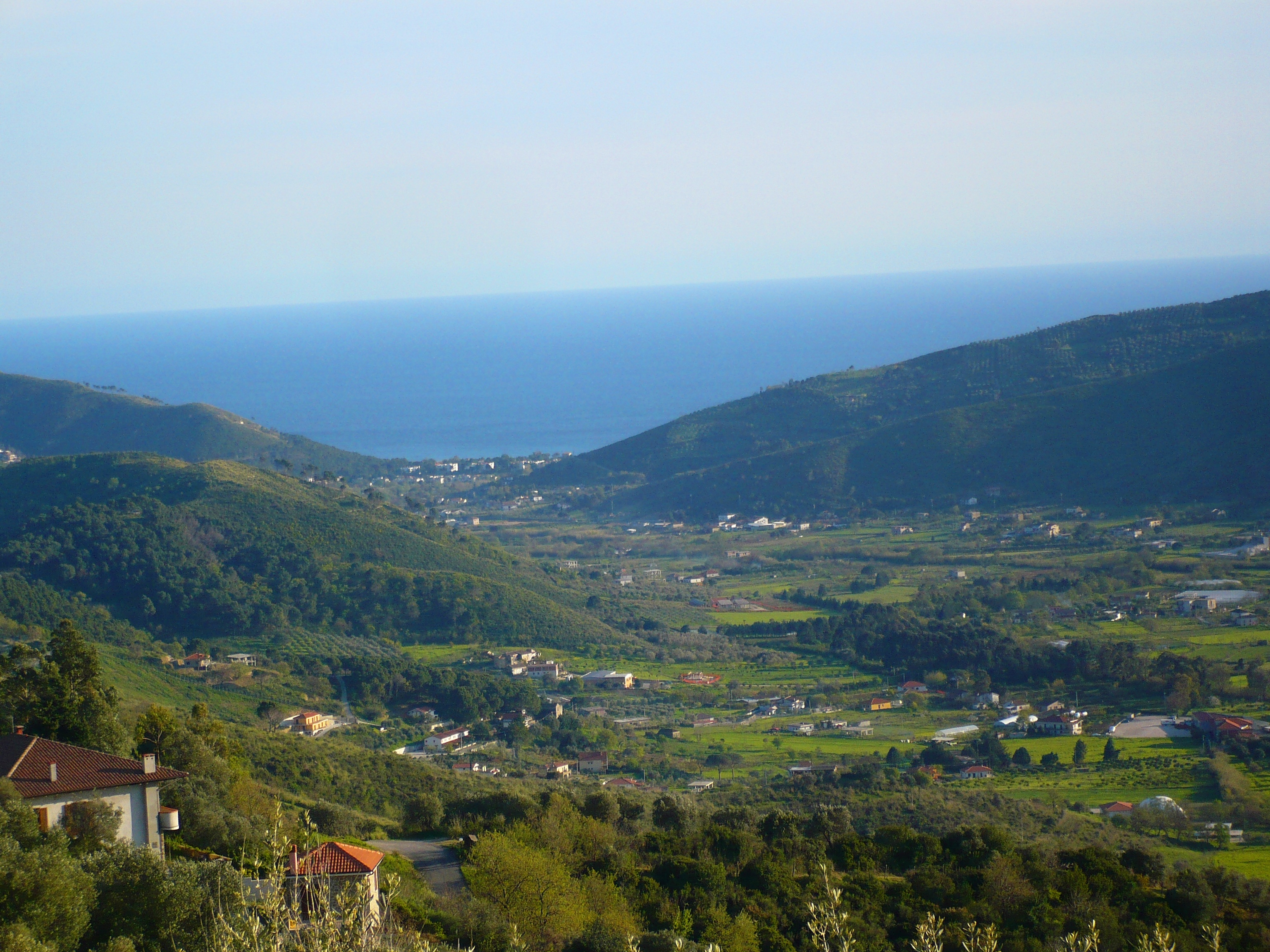
Annunziata

- Caprarizzo (66 abitanti, 150 metri s.l.m.)
- Cavafosse (32 abitanti, 23 metri s.l.m.)
- Cerrine (34 abitanti, 36/273 metri s.l.m.)
- Piano della Corte (23 abitanti, 150 metri s.l.m.)
- Pietà (169 abitanti, 32 metri s.l.m.)
- Salvatore (68 abitanti, 33 metri s.l.m.)
- San Pietro (56 abitanti, 126 metri s.l.m.)[79]

## Economia
Le attività economiche principali sono il turismo, il commercio e l'artigianato, che hanno occupato il posto che in passato spettava a pesca e agricoltura. Nel 2001 risultano insediate sul territorio 132 attività industriali con 321 addetti pari al 17,29% della forza lavoro occupata, 248 attività di servizio con 429 addetti pari al 23,10% della forza lavoro occupata, altre 258 attività riguardano 669 addetti pari al 36,03% della forza lavoro occupata e 36 attività amministrative con 438 addetti pari al 23,59% della forza lavoro occupata. Risultano occupati complessivamente 1.857 individui, pari al 23,88% del numero complessivo di abitanti.

### Agricoltura

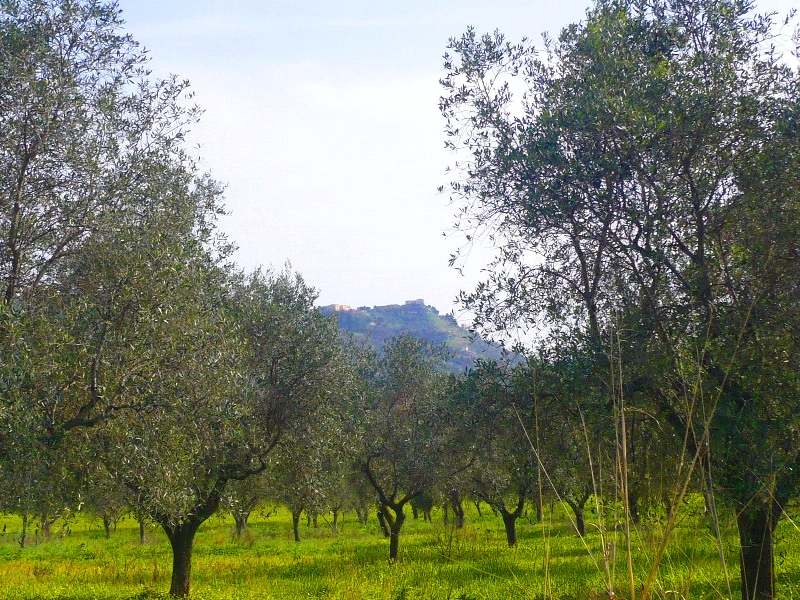
Piante di ulivo a Alano

Le principali attività agricole riguardano prevalentemente prodotti di qualità, come l'olio Cilento DOP, il fico bianco del Cilento DOP, i limoni, i pomodori (per le conserve) e il vino (come il Tresinus, il Paestum IGT e il Cilento DOC). L'allevamento è finalizzato all'ottenimento di prodotti come la mozzarella di bufala campana, la cacioricotta del Cilento, la pancetta, la soppressata e il miele. Le attività di pesca riguardano principalmente la pesca ad alici, merluzzi e tonni.

### Industria
Nel territorio si registra la presenza di piccole aziende, quali cantieri navali per la costruzione di barche in ferro o legno, e la Zarotti, marchio nazionale di prodotti ittici.

### Artigianato
Castellabate, come gran parte del Cilento, ha una tradizione artigianale antica, tramandata nel tempo fra le varie generazioni. La maggior parte della produzione di manufatti dell'artigianato locale riguarda soprattutto il campo della ceramica, vetreria artistica, oggettistica, arte presepiale, ricamo, cucito, uncinetto, pittura su stoffa, decoupage, pittura a mano, arte antica, accessori di moda e scultura in legno. Sul territorio sono spesso organizzati mercatini, esposizioni, fiere, manifestazioni per incentivare e promuovere l'artigianato locale.

### Turismo

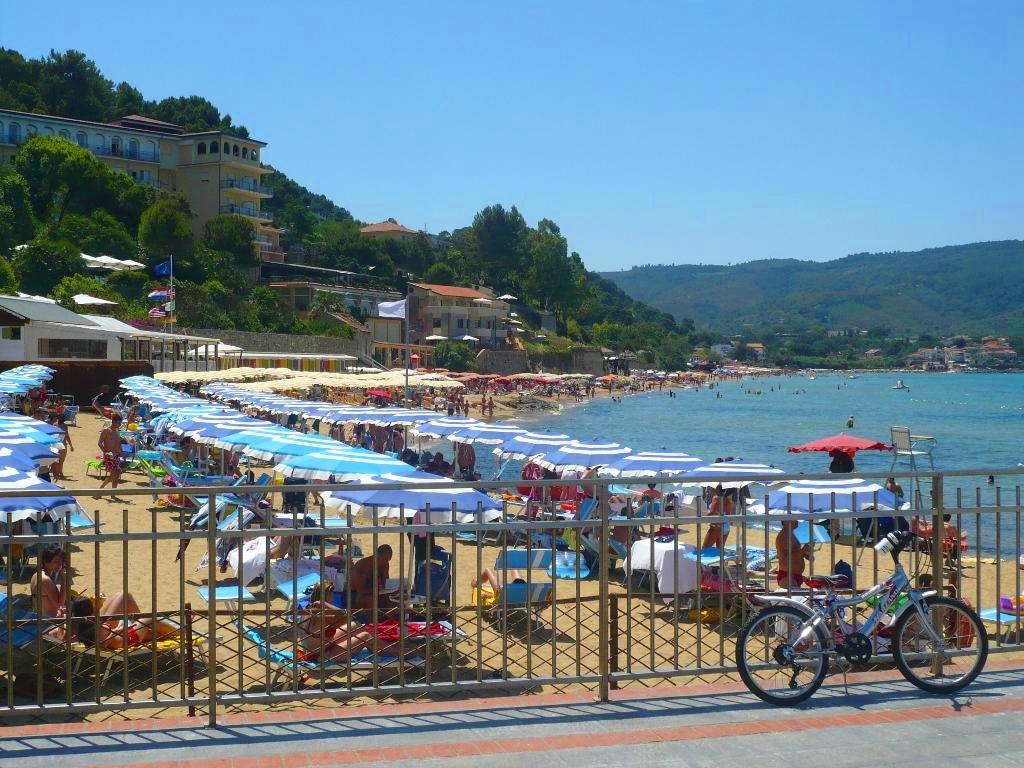
Spiaggia Pozzillo

Il turismo rappresenta la principale risorsa economica del territorio: Castellabate, infatti, è riconosciuto dalla Regione Campania quale comune a prevalente economia turistica. Grazie alla limpidezza delle acque e le caratteristiche del suo territorio, Castellabate è un apprezzato centro della costiera cilentana frequentato da diverse migliaia di turisti, specialmente nel periodo che va da giugno a settembre. Il turismo straniero si concentra prevalentemente nei mesi dalle temperature meno afose. L'offerta ricettiva è costituita da hotel, villaggi, camping, residence, ed in prevalenza da appartamenti. La forma di turismo più sviluppato è quella di tipo balneare, naturalistico e diportistico.
Altra forma di turismo che caratterizza la zona è quello di tipo nuziale: dal 2004 sono diverse centinaia le coppie di innamorati che hanno scelto Castellabate come luogo dove celebrare le proprie nozze. In maggior numero il fenomeno riguarda sposini di nazionalità irlandese, norvegese, inglese e statunitense.
Dopo il successo di pubblico ottenuto dalla proiezione nelle sale italiane del film Benvenuti al Sud, il comune è divenuto meta di gruppi di turisti che chiedono di visitare i luoghi visti nella pellicola di Luca Miniero, dando vita a una forma di turismo alternativo: il cineturismo. Le mete principali dei turisti sono il borgo medievale, piazza 10 ottobre 1123, il Belvedere di San Costabile e il porto delle Gatte. Nelle location in cui sono state girate le principali scene del film sono stati affissi vari banner con foto e frasi che le individuano e aiutano a orientare i visitatori.

## Infrastrutture e trasporti

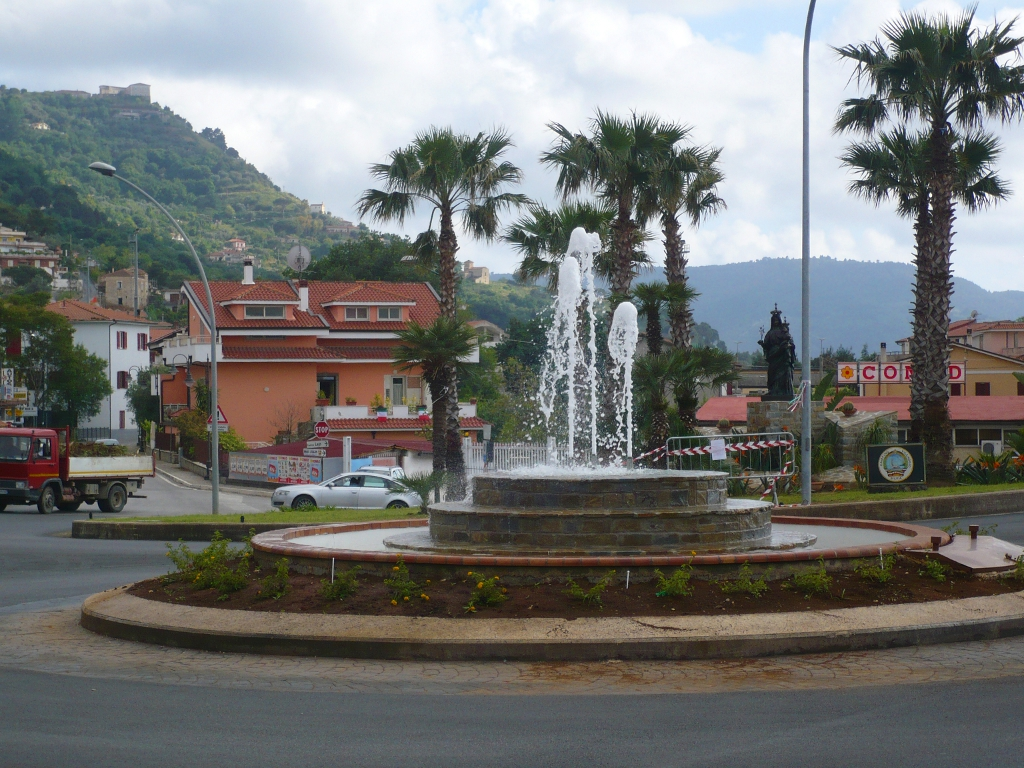
Statua della Madonna (bivio Sant'Andrea)

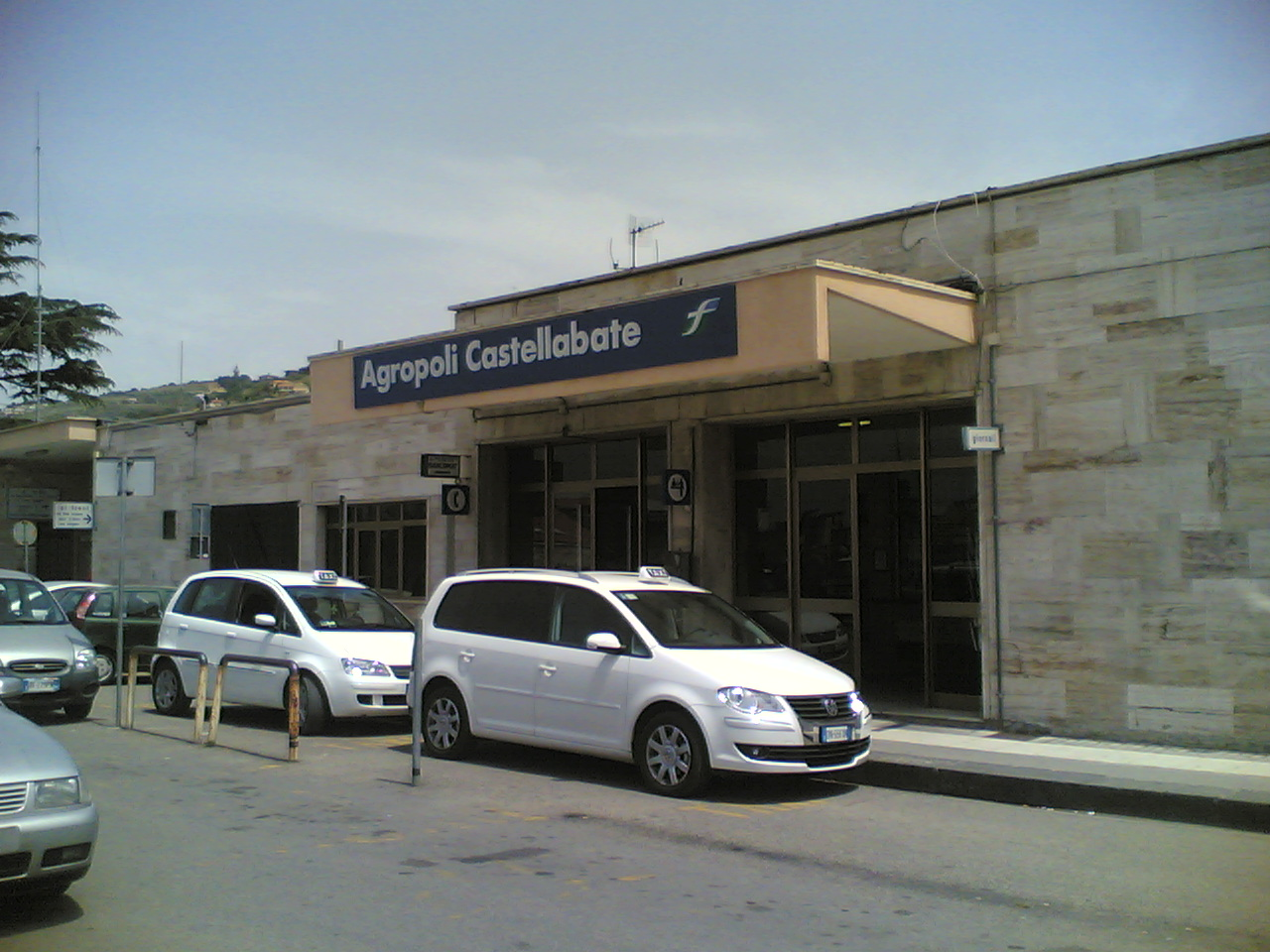
Stazione Agropoli-Castellabate

### Strade
Il principale collegamento stradale è la ex strada statale 267, declassata in strada regionale campana.
I tratti che collegano il territorio ai comuni limitrofi sono:
- Strada regionale 267/b Agropoli (ospedale)-innesto SP 430 (svincolo Agropoli sud)-innesto SP 15 (San Pietro)-innesto SP 237 (Sant'Andrea), principale collegamento con Agropoli e la strada provinciale 430;
- Strada regionale 267/c Innesto SP 237 (Sant'Andrea)-bivio Montecorice-bivio Agnone-Innesto SP 15 (Acciaroli), principale collegamento con Pollica, Casal Velino e la strada regionale 447

Le strade provinciali che attraversano il territorio sono:
- Strada provinciale 15/a innesto SR 267(San Pietro)-Madonna della Scala-Perdifumo-Mercato Cilento-Sessa Cilento-innesto SP 116;
- Strada provinciale 61 innesto SP 15-Madonna della Scala-Castellabate-Santa Maria-Innesto SR 267;
- Strada provinciale 70/a innesto SR 267-San Marco di Castellabate-Porto turistico;
- Strada provinciale 70/b innesto SR 267-Torre di Ogliastro Marina-Ogliastro Marina;
- Strada provinciale 151 innesto SP 70-Piazza San Marco-Pozzillo di Castellabate;
- Strada provinciale 237 bivio Sant'Andrea-Contrada Lago;
- Strada provinciale 336 innesto SR 267-Annunziata;
- Strada provinciale 359 innesto SR 267-Alano.

### Ferrovie
Il comune è servito dalla stazione di Agropoli-Castellabate, situata nel comune di Agropoli (distante circa 12 chilometri da Castellabate) sulla linea della Ferrovia Tirrenica Meridionale.

### Porti

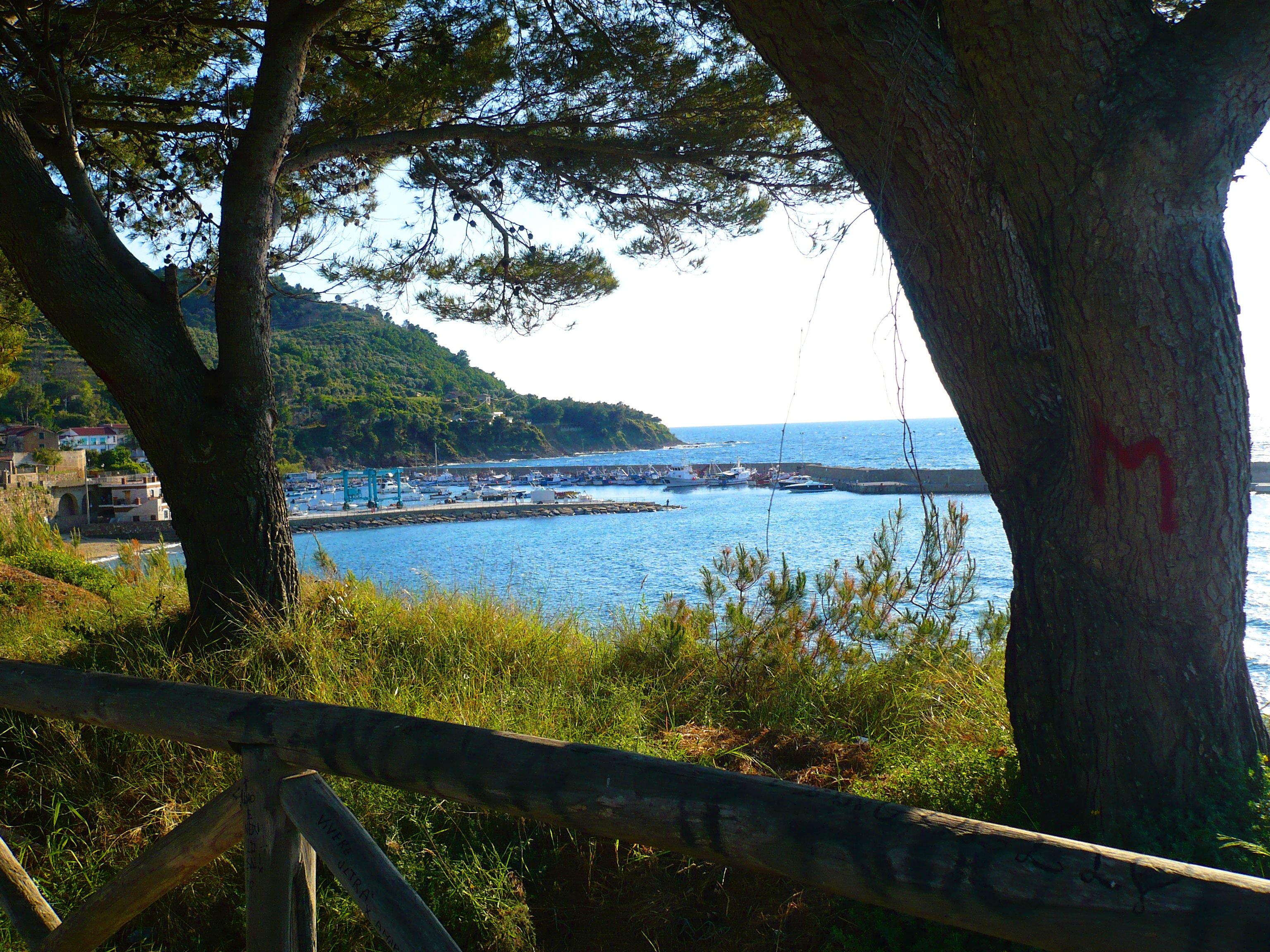
Porto di San Marco

La struttura portuale (con capitaneria dipendente dal circondario marittimo di Agropoli) è stata realizzata nel 1954 a San Marco e ospita la flotta da pesca locale e barche da diporto. Contiene circa 413 posti barca per imbarcazioni di lunghezza entro i 16 metri. I fondali oscillano tra i 2,5 e i 3 metri. Il porto, completamente banchinato sul lato interno, è riparato ad ovest da un molo di sopraflutto a tre bracci e ad est da un moletto di sottoflutto a scogliera. È uno scalo estivo del metrò del mare, che collega con partenze giornaliere Castellabate con Napoli, Capri, Positano, Amalfi, Salerno, Agropoli, Acciaroli, Casal Velino, Palinuro e Sapri.

### Mobilità urbana
I trasporti urbani tra le varie frazioni comunali vengono svolti con autoservizi di linea gestiti dalla società cooperativa SMEC autotrasporti. Il servizio interurbano è garantito dalle linee del CSTP.

## Amministrazione
| Periodo           | Periodo           | Primo cittadino    | Partito                         | Carica           | Note   |
| ----------------- | ----------------- | ------------------ | ------------------------------- | ---------------- | ------ |
| 9 giugno 1996     | 24 settembre 2000 | Raffaele Tortora   | Indipendente                    | Sindaco          | [ 89 ] |
| 24 settembre 2000 | 14 maggio 2001    | Alfonso Orlando    | Indipendente                    | Vicesindaco f.f. |        |
| 14 maggio 2001    | 16 maggio 2011    | Costabile Maurano  | Casa delle Libertà              | Sindaco          |        |
| 16 maggio 2011    | 19 agosto 2020    | Costabile Spinelli | Forza Italia                    | Sindaco          | [ 90 ] |
| 19 agosto 2020    | 4 ottobre 2021    | Luisa Maiuri       | Indipendente di area FdI        | Vicesindaco f.f. |        |
| 4 ottobre 2021    | in carica         | Marco Rizzo        | Indipendente di centro-sinistra | Sindaco          |        |

### Gemellaggi
- Gerba, dal 2006[91];
- Blieskastel, dal 2008[92].

### Altre informazioni amministrative
Le competenze in materia di difesa del suolo sono delegate dalla Regione Campania all'Autorità di bacino regionale Sinistra Sele.
Dal 1971 al 2008 ha fatto parte della comunità montana Alento-Monte Stella.

## Sport

### Calcio
Il calcio è lo sport maggiormente praticato. Le squadre che rappresentano il comune sono l'A.S.D. Polisportiva Santa Maria Cilento e l'A.S.D. Vigor Castellabate. La prima disputa il campionato di Serie D, la seconda disputa il campionato regionale di Promozione.

### Calcio a 5
Le squadre femminili locali di calcio a 5 iscritte al campionato di serie C2 sono due: Santa Maria a Mare e Donnaluna Castellabate.

### Pallavolo
La "Tecnocasa volley Santa Maria" è la squadra di pallavolo maschile e femminile di Castellabate che disputa le partite interne nella palestra Luigi Guercio a Santa Maria.

### Tennistavolo
L'Asd tennistavolo Cilento Santa Maria 2010 è la squadra di tennistavolo maschile che partecipa con due squadre al campionato regionale campano: una in serie C2, l'altra in D1. I colori sociali della squadra sono il giallo-rosso e le partite interne hanno luogo nella palestra Panebianco a Santa Maria.

### Ciclismo
Castellabate è stata interessata dal Giro d'Italia per due volte; nel 1980 con il passaggio dalla 10ª tappa Sorrento-Palinuro, vinta da Giovanni Mantovani e nel 2013 con il passaggio della 3ª tappa Sorrento-Ascea vinta da Luca Paolini.

### Impianti sportivi

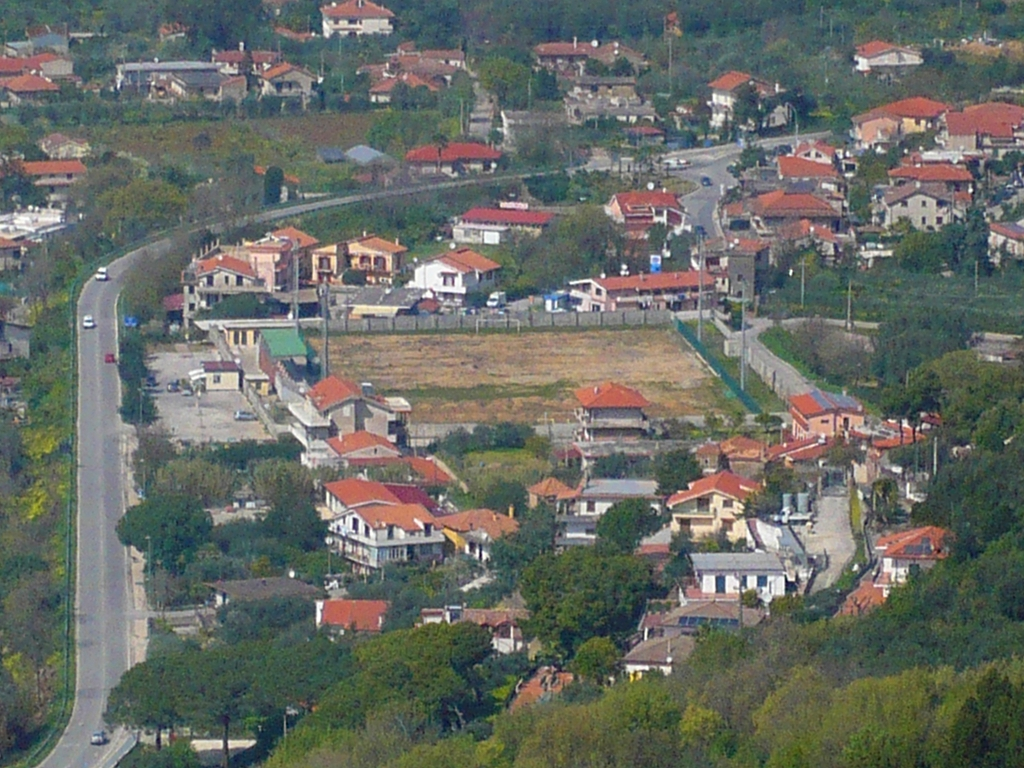
Campo Antonio Carrano

- Campo sportivo comunale Antonio Carrano (superficie di gioco in erba sintetica)
- Campo sportivo Manlio De Vivo (superficie di gioco in terra battuta)
- Campo sportivo Agostino Di Bartolomei (superficie di gioco in terra battuta)[98]
- Campo sportivo Donna Giulia Boroli (superficie di gioco in erba sintetica)[99]

### Eventi sportivi
- Dal 2002 a giugno sulla spiaggia di Marina Piccola si tiene il torneo di beach soccer[100].
- Il mare di Castellabate ospita una delle tappa dei campionati regionali e nazionali di nuoto di fondo e mezzofondo[101].
- Il 17 novembre 2008 Castellabate ha ospitato la Coppa del Mondo vinta dagli azzurri nel 2006[102].
- Nel luglio del 2010 la spiaggia di Marina Piccola ha ospitato una tappa dell'International beach tennis master tour. I vincitori sono stati le coppie Maldini/Meliconi e D'Elia/Visani[103].
- Nel giugno del 2013 la spiaggia di Marina Piccola ha ospitato una tappa dell'International beach soccer tour, a cui hanno partecipato le nazionali di quattro paesi: l'Italia (vincitrice del torneo), Argentina, Brasile e Germania[104].

Dall’anno 2014 nel periodo estivo si svolge la gara podistica denominata Corsa della sirena, creata ed organizzata dal gruppo podistico Castellabate Runner.